# Gótico inicial

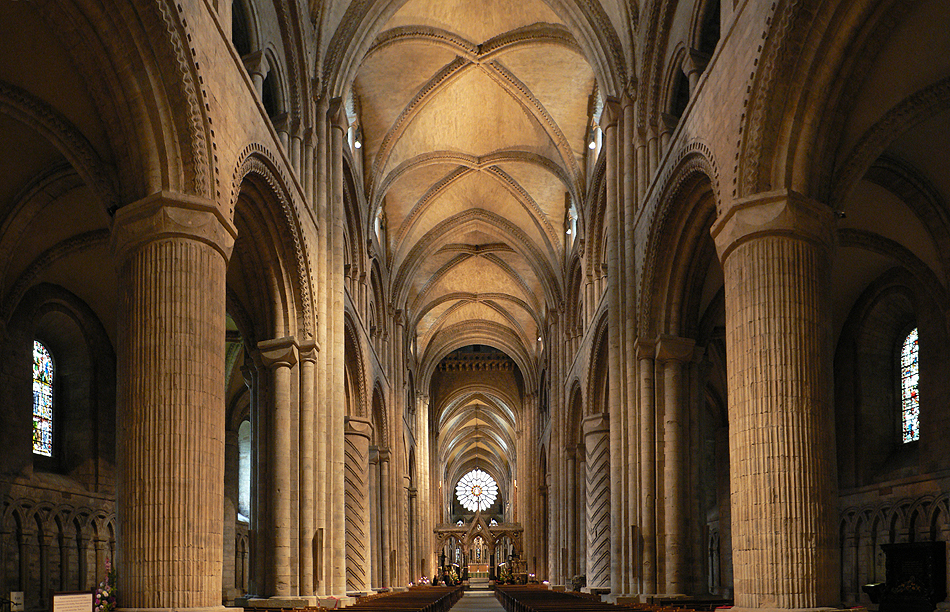
Interior de la catedral de Durham.

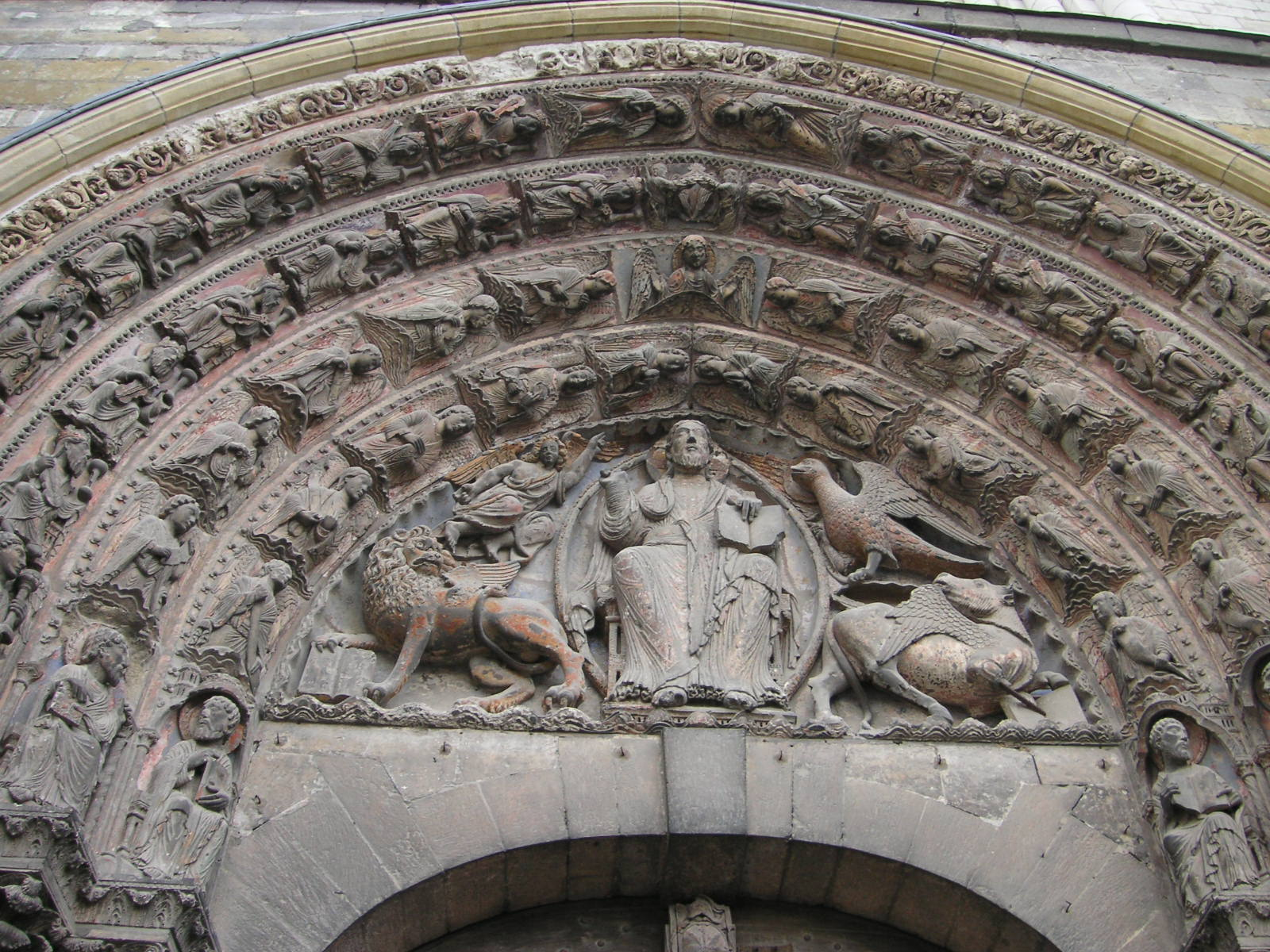
Tímpano del pórtico occidental de la catedral de Angers.

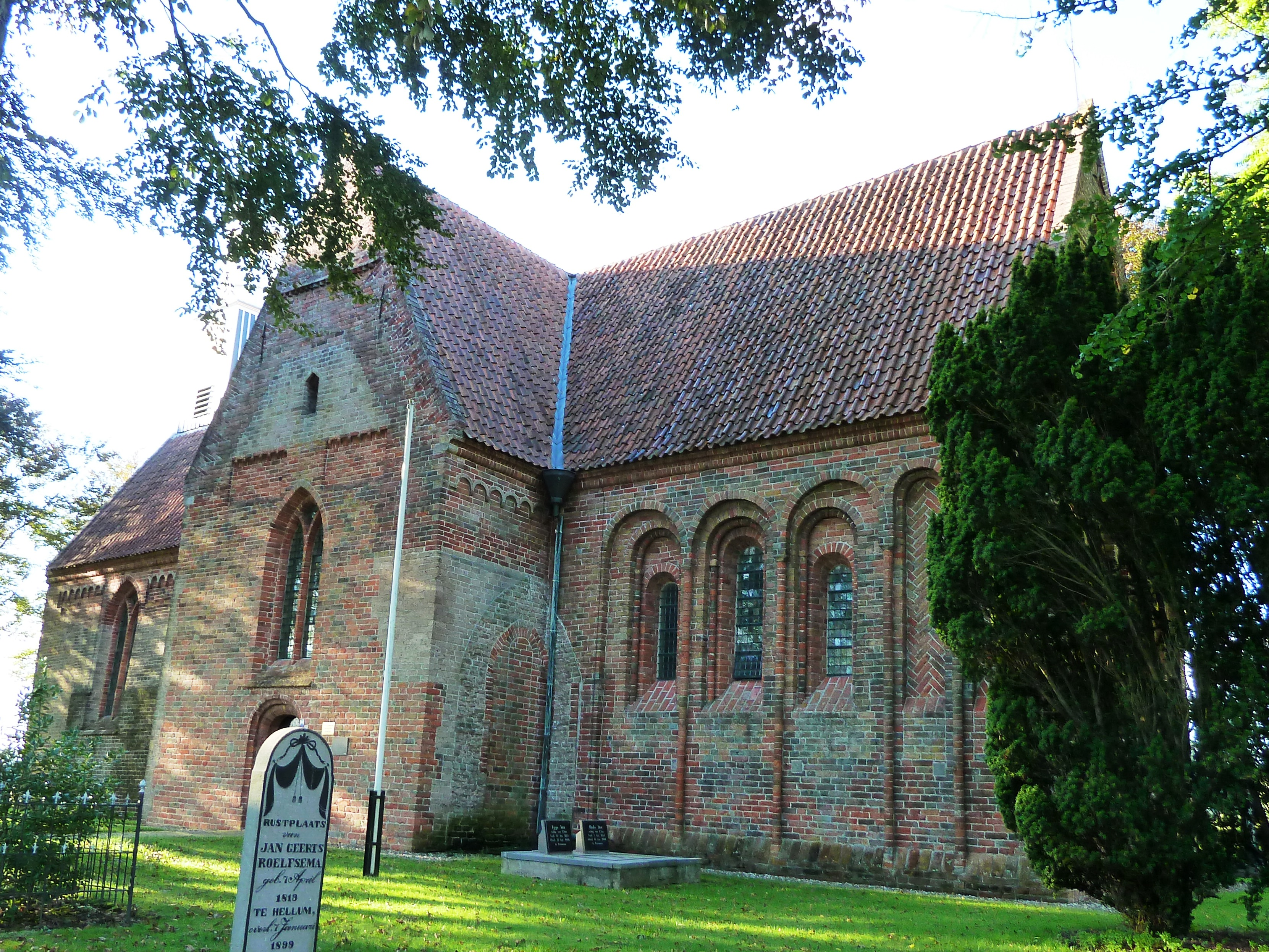
Donatuskerk en Leermens.

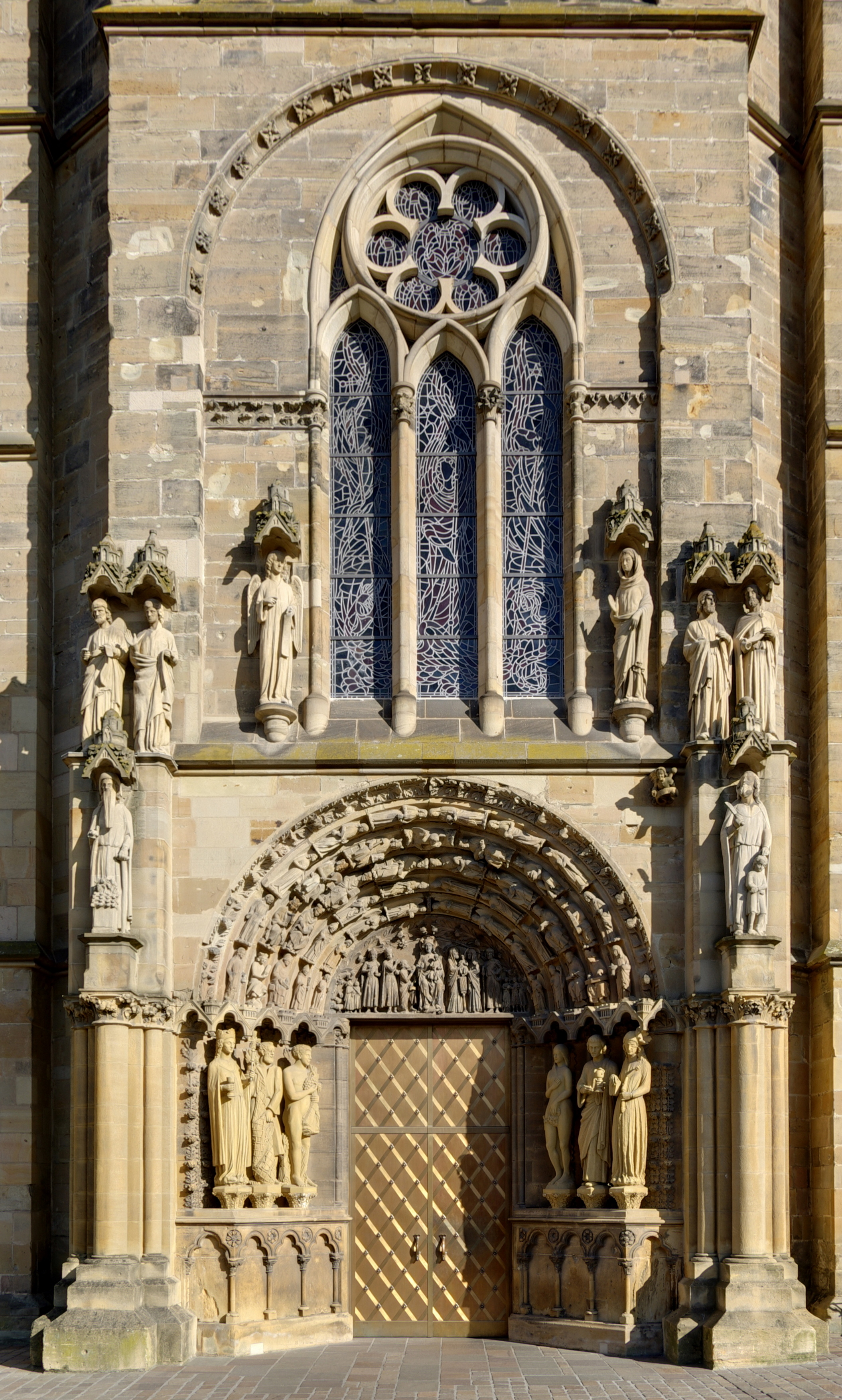
Puerta principal de la Liebfrauenkirche de Tréveris.

Gótico inicial, primer gótico, protogótico, gótico primitivo o gótico temprano, son denominaciones de la historiografía del arte para el periodo o época de la primera fase del arte gótico, correspondiente a los dos tercios finales del siglo XII y los primeros años del siglo XIII, cuando se desarrollan las formas del nuevo estilo evolucionando a partir de las del arte románico (por lo que también es denominado como romano-gótico). La aplicación de la teoría de la evolución interna de los estilos identifica esta fase con un gótico preclásico o gótico arcaico, caracterizado por la simplicidad formal y decorativa; mientras que las fases posteriores son identificadas como gótico clásico (pleno), gótico manierista (radiante -rayonnant-) y gótico barroco (tardío, muy subdividido a su vez: florido, flamígero -flamboyant-, internacional). Estas etiquetas historiográficas son meras clasificaciones de valor relativo.
El arte cisterciense, asociado al comienzo de la Orden del Císter y a las teorías estéticas de Bernardo de Claraval son uno de los ejemplos más evidentes del comienzo del nuevo estilo, caracterizado por la búsqueda de la luz y la simplicidad; especialmente en la arquitectura cisterciense.

## Arquitectura
En el gótico inicial comienzan a usarse los arcos apuntados, las bóvedas de crucería, los arbotantes y las ventanas de lanceta, pero sin la decoración y el pleno sentido estructural que alcanzarán en el gótico pleno. Algunos autores critican la calificación de "protogóticas" para estas estructuras, considerando que no se trata de un estilo de transición entre el tardorrománico y el gótico (que ha llegado a denominarse románico ojival), sino de formas románicas y góticas yuxtapuestas en un mismo edificio (habitualmente una planimetría y elementos sustentantes románicos y unos arcos y bóvedas góticas), como consecuencia de lo prolongado de su construcción.
En Francia, a este periodo gótico inicial corresponden la abadía de Claraval, la deTrois Fontaines y la de Fontenay (fundaciones cistercienses de Bernardo de Claraval, desde 1117), la catedral de Sens (desde 1140), la basílica de Saint-Denis (cuya dirección por el abad Suger de 1122 a 1151 se considera el arranque del estilo gótico), la catedral de Angers (1149–1159), la catedral de Laon (1155-1235) y la catedral de Poitiers (1162). Estos edificios son en general austeros, y presentan una altura e iluminación que, si bien son notablemente más pronunciadas que en el románico, aún no alcanzan las impresionantes cotas de las fases posteriores: el gótico pleno de las catedrales de Chartres (1194-1220) y de Reims (1211), o los prodigios del rayonnant de Beauvais (1225 -de inigualada altura-) o de la Sainte Chapelle (1241-1248). La catedral de Notre-Dame de París, por su cronología intermedia (1163-1267), participa de las características de las tres primeras fases del gótico francés.

Arquitectura gótica inicial en Francia
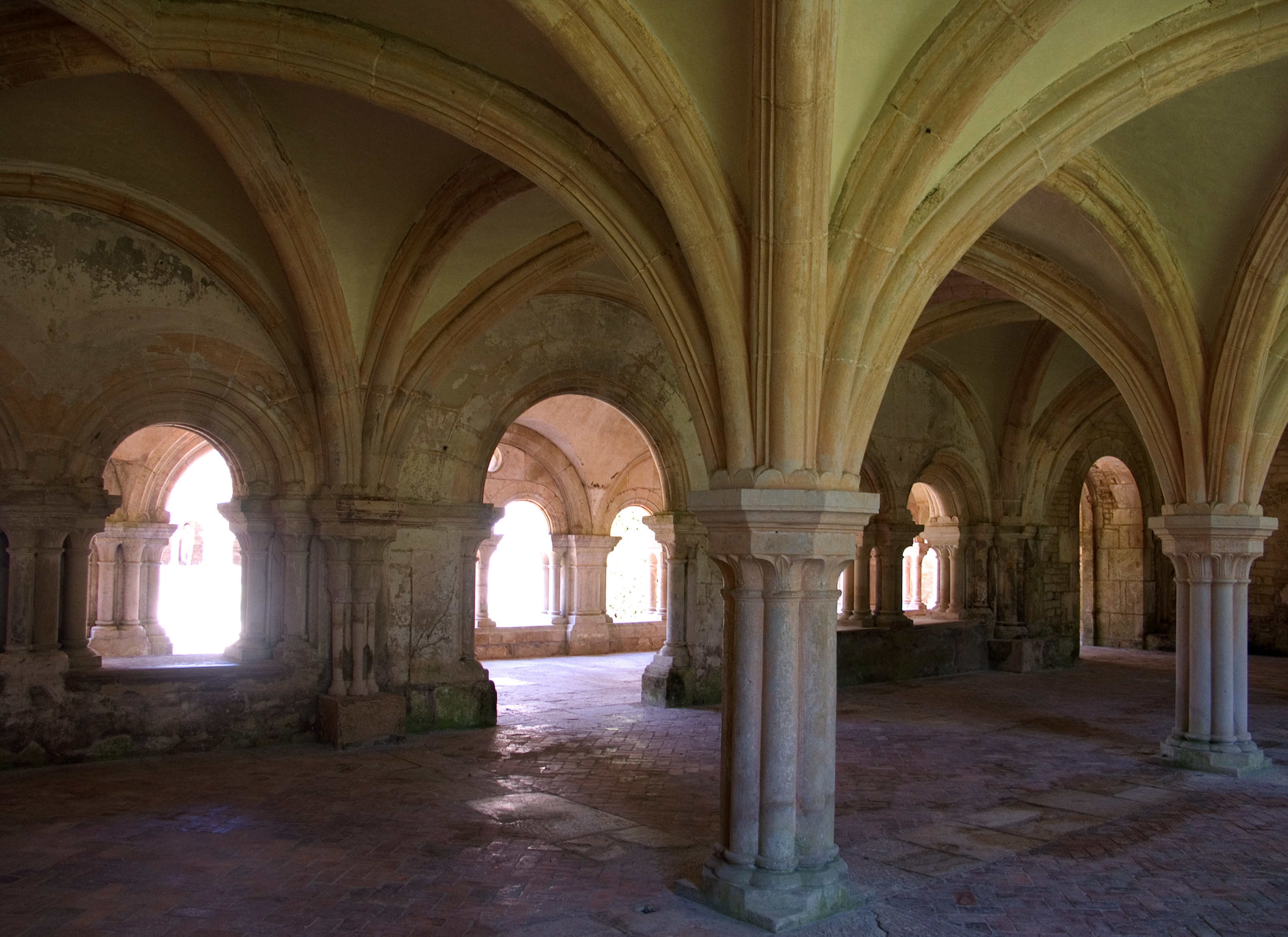
Sala capitular de la abadía de Fontenay.
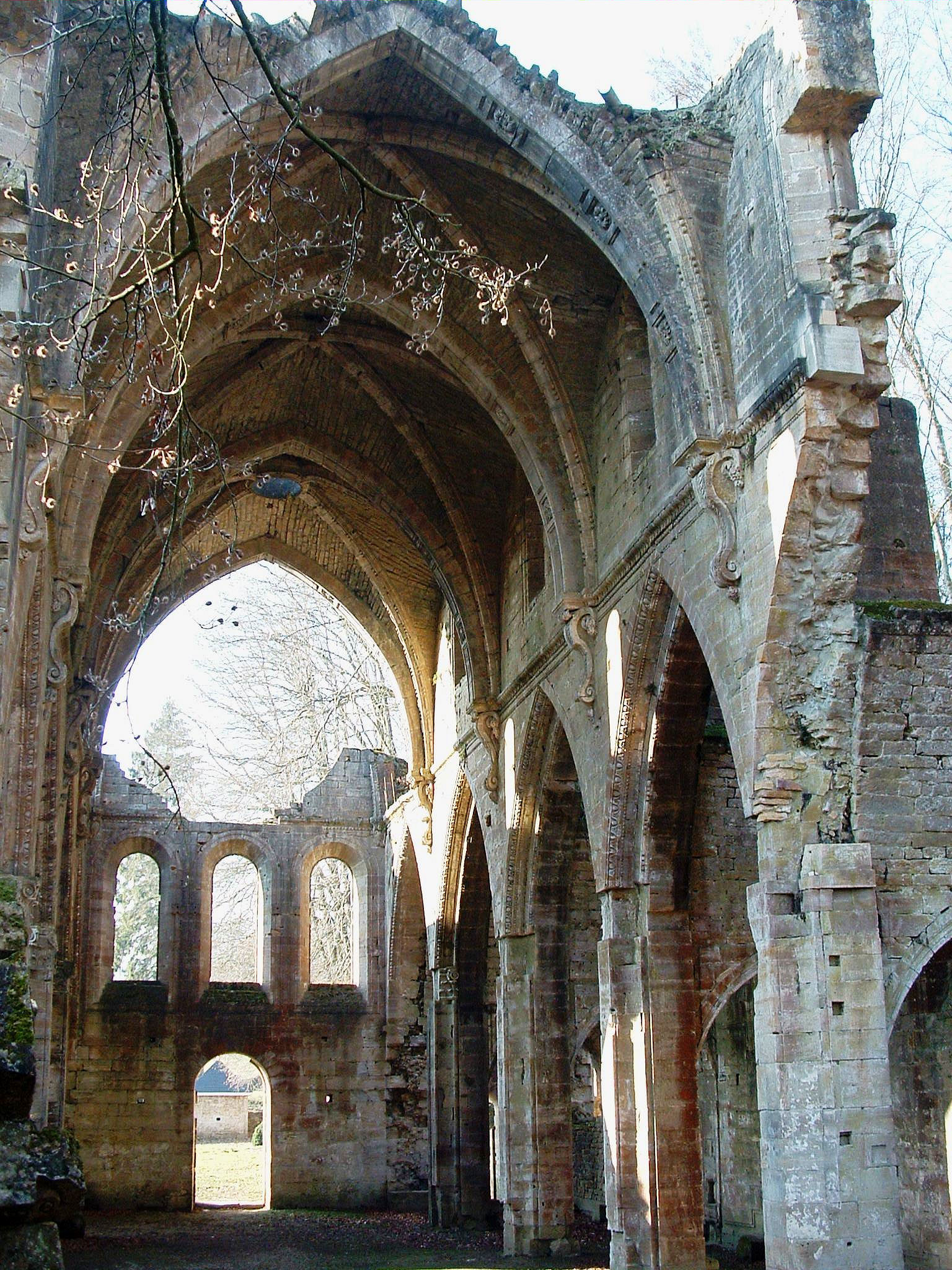
Ruinas de la abadía de Trois Fontaines.
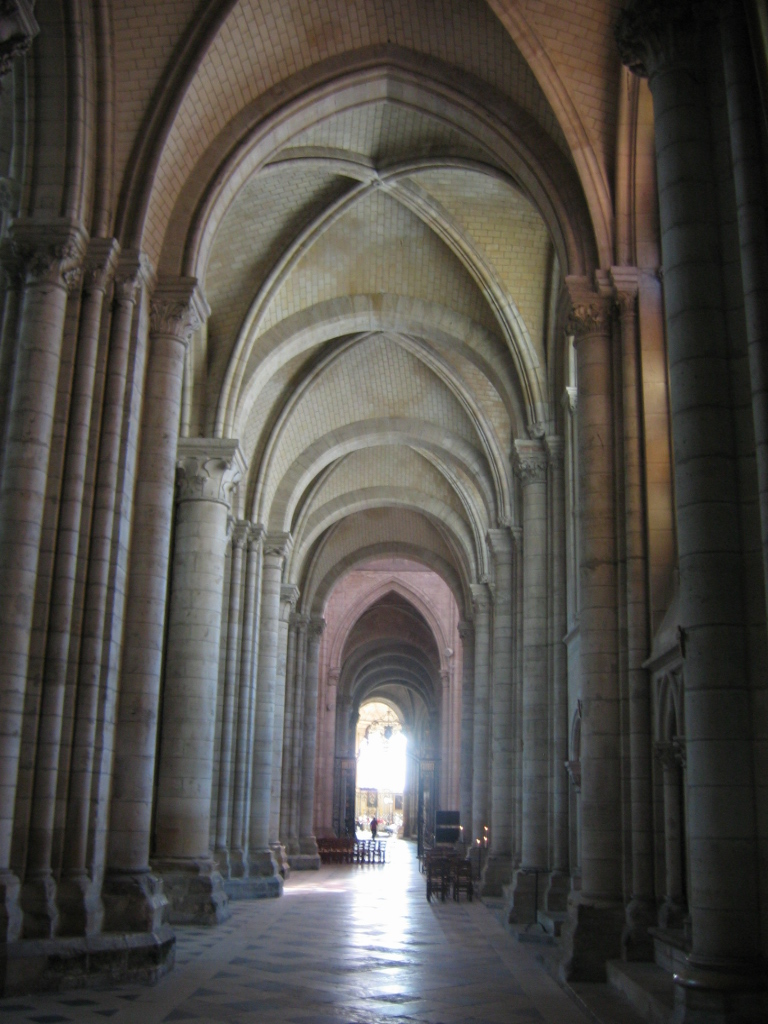
Nave lateral de la catedral de Sens.
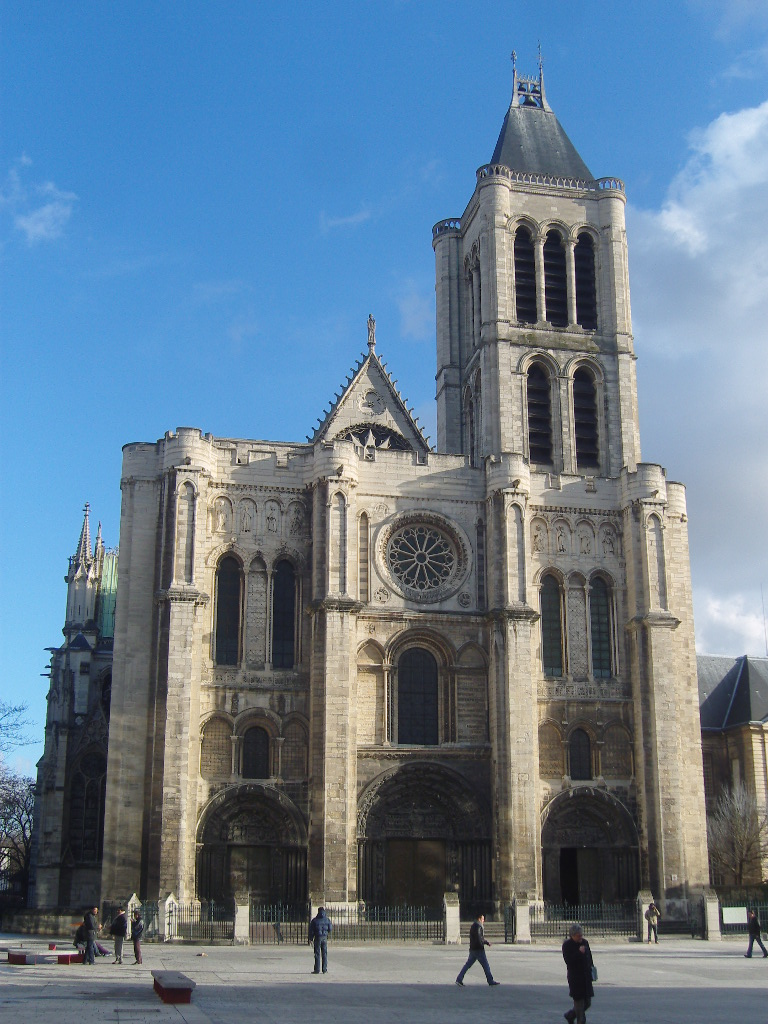
Fachada oeste de la basílica de Saint-Denis.
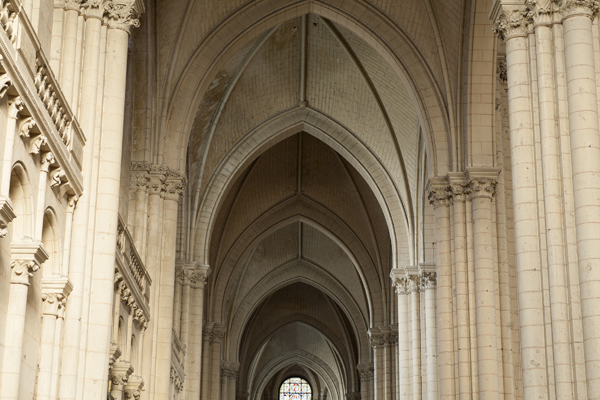
Interior de la catedral de Poitiers.

En la periodización del gótico inglés se denomina Early English Style (por contraposición al contemporáneo French Style -el gótico inicial francés- y al anterior Norman -"normando", el románico que la conquista normanda introdujo en Inglaterra desde 1066-) a la primera fase del gótico (también etiquetada como Early Plantagenet, Lancet o First Pointed Style), ejemplificada la reconstrucción de la catedral de Canterbury tras el incendio de 1174; aunque también hubo numerosas fundaciones cistercienses, como la abadía de Rievaulx (1132).
En la zona centroeuropea del Sacro Imperio, el término alemán Romano-Gotik se extiende para aplicarse a edificios de cronología relativamente tardía, caracterizados por versiones provincianas y cautelosas del gótico; mientras que los considerados primeros edificios góticos son la abadía de Eberbach (1136), la catedral de Magdeburgo (1207) y la Liebfrauenkirche de Tréveris (1235).
En los reinos cristianos peninsulares el nuevo estilo también se incorporó a través de las fundaciones cistercienses, a las que siguieron las más ambiciosas obras catedralicias. En el reino de Portugal, el monasterio de Alcobaza (1178) fue la primera obra gótica. En la corona de Castilla, el monasterio de Moreruela (1133), la catedral de Ávila (1170) y la catedral de Cuenca (1196). En la corona de Aragón, el monasterio de Poblet (1153), la catedral de Tarragona (1173) y la catedral de Lérida (1193).
En Italia, la fuerte peculiaridad de su tradición artística no impidió la llegada de alguna influencia del gótico inicial de origen francés, perceptible en la abadía de Chiaravalle (1135) y la de Fossanova (1187).

Arquitectura gótica inicial fuera de Francia
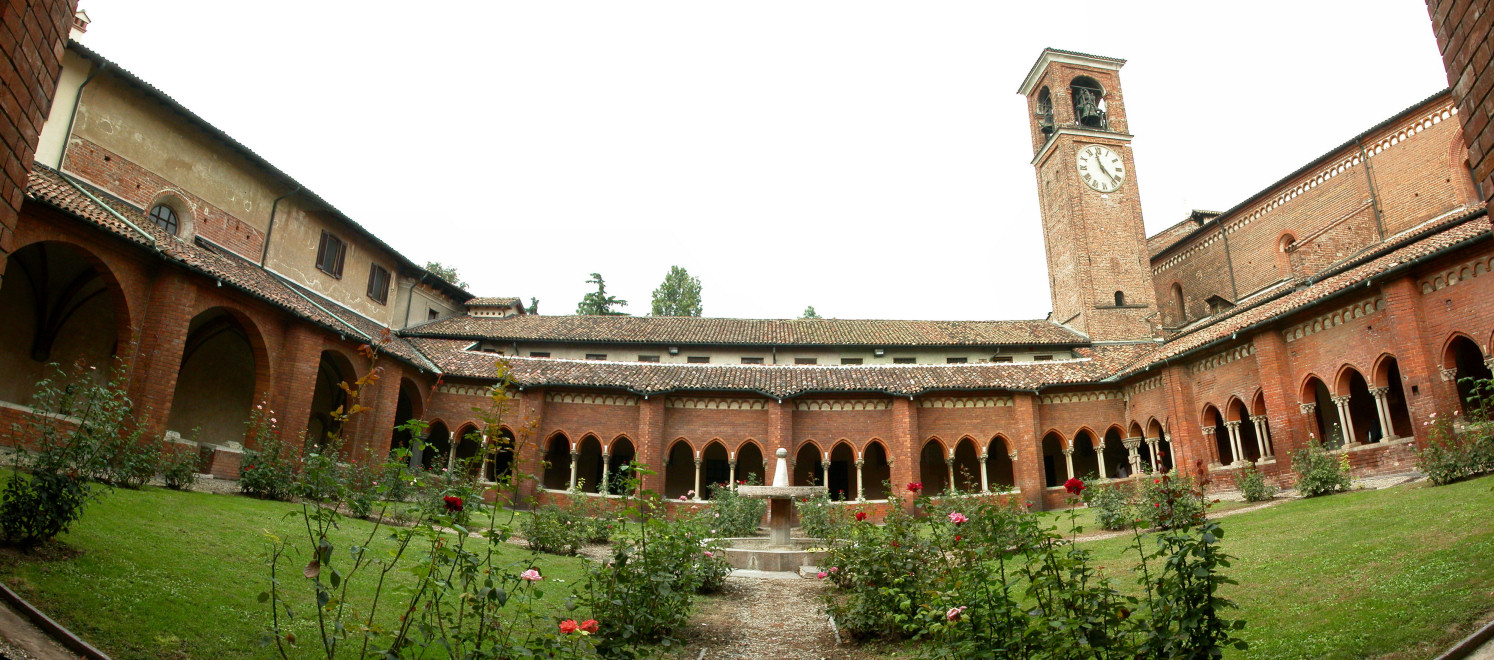
Claustro de la abadía de Chiaravalle.
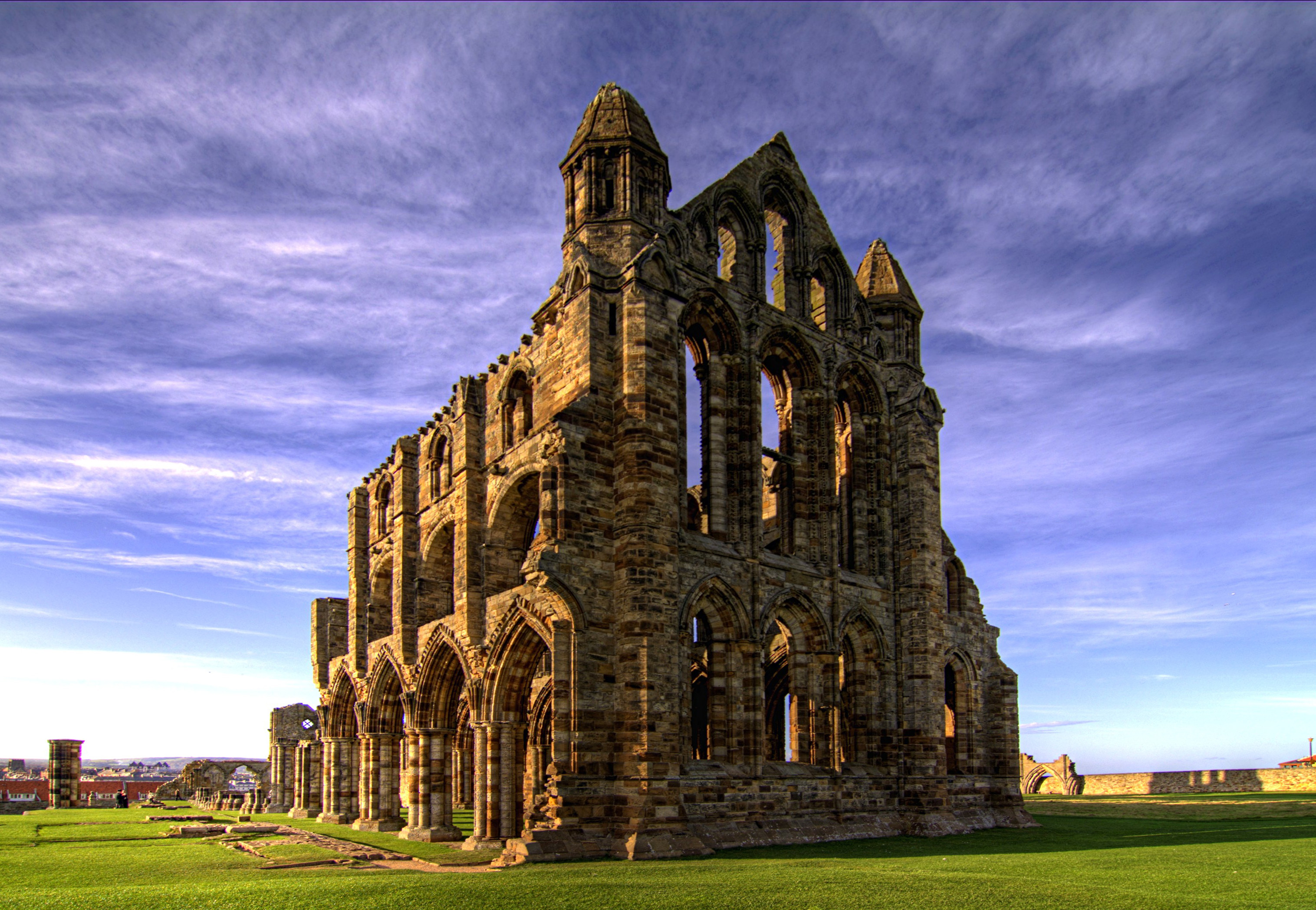
Ruinas de la abadía de Whitby.
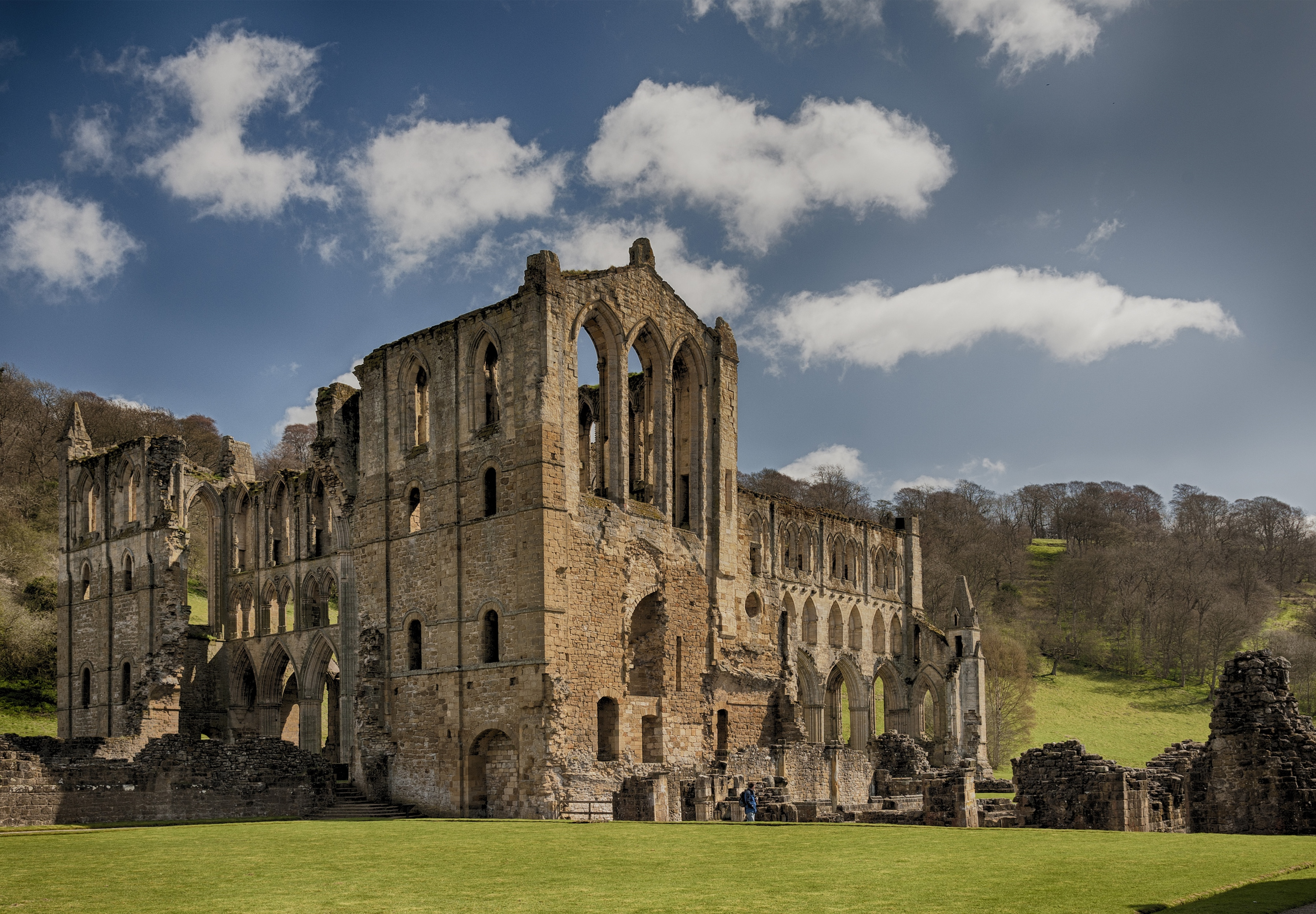
Ruinas de la abadía de Rievaulx.
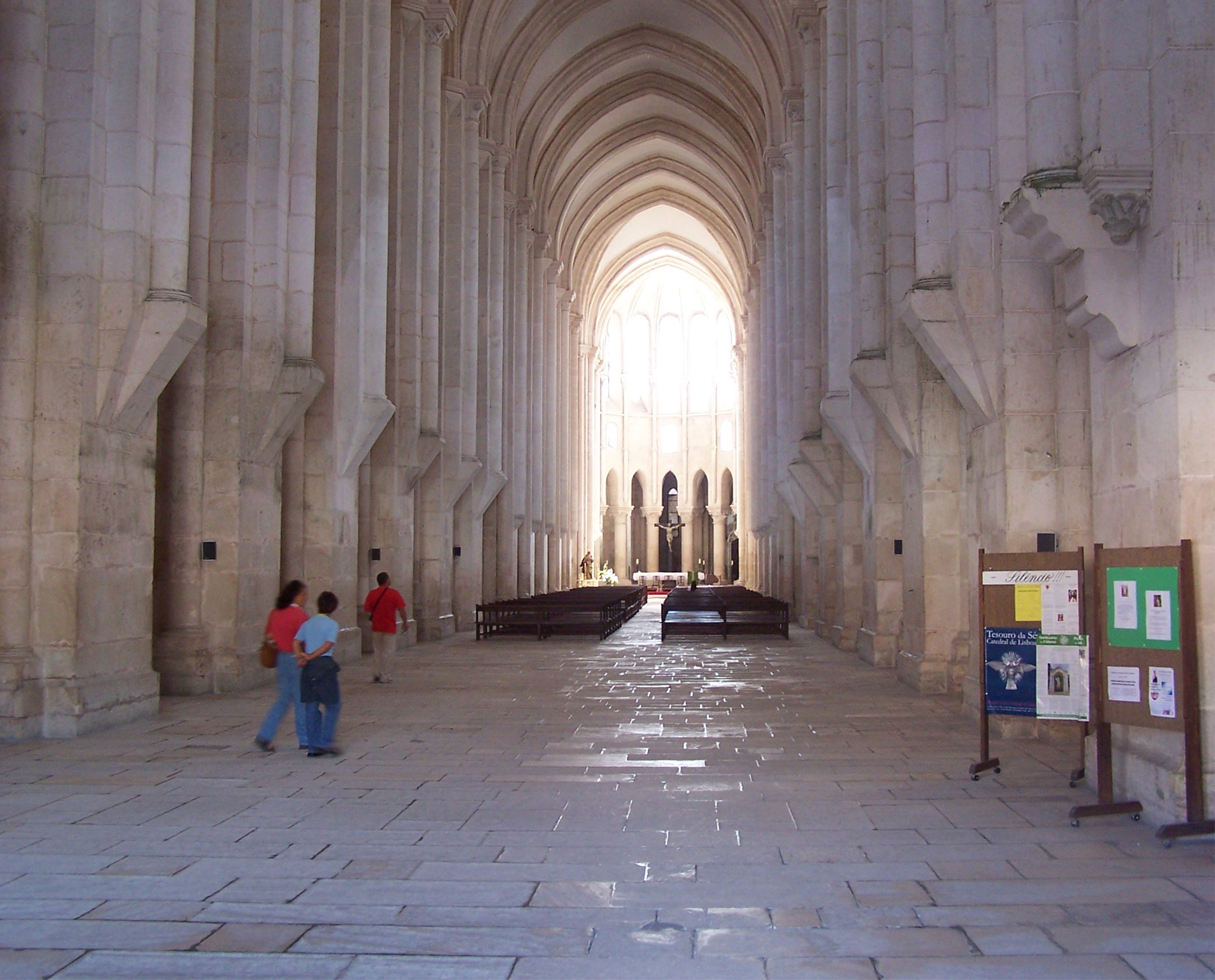
Interior de la iglesia del monasterio de Alcobaza.
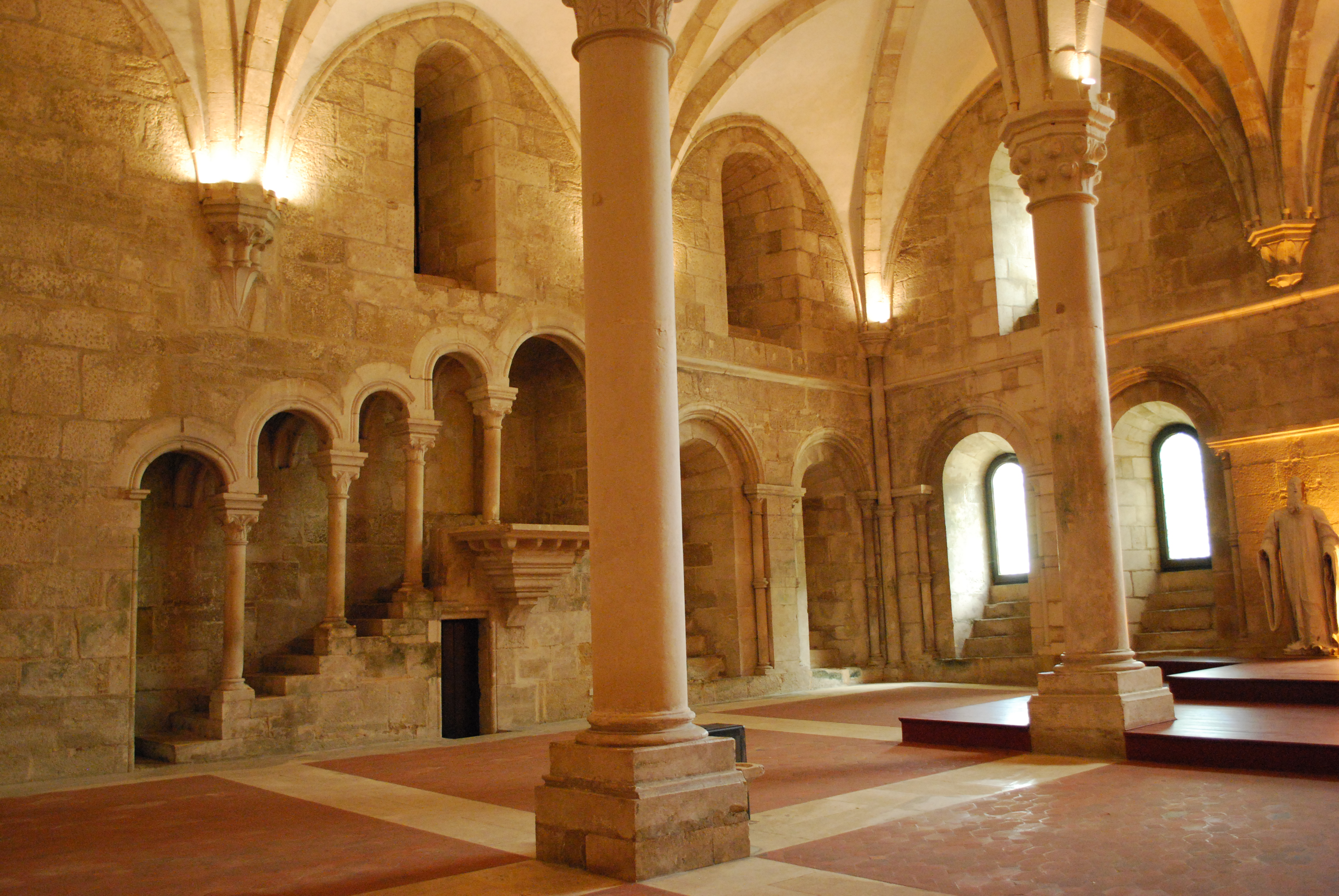
Refectorio del monasterio de Alcobaza.
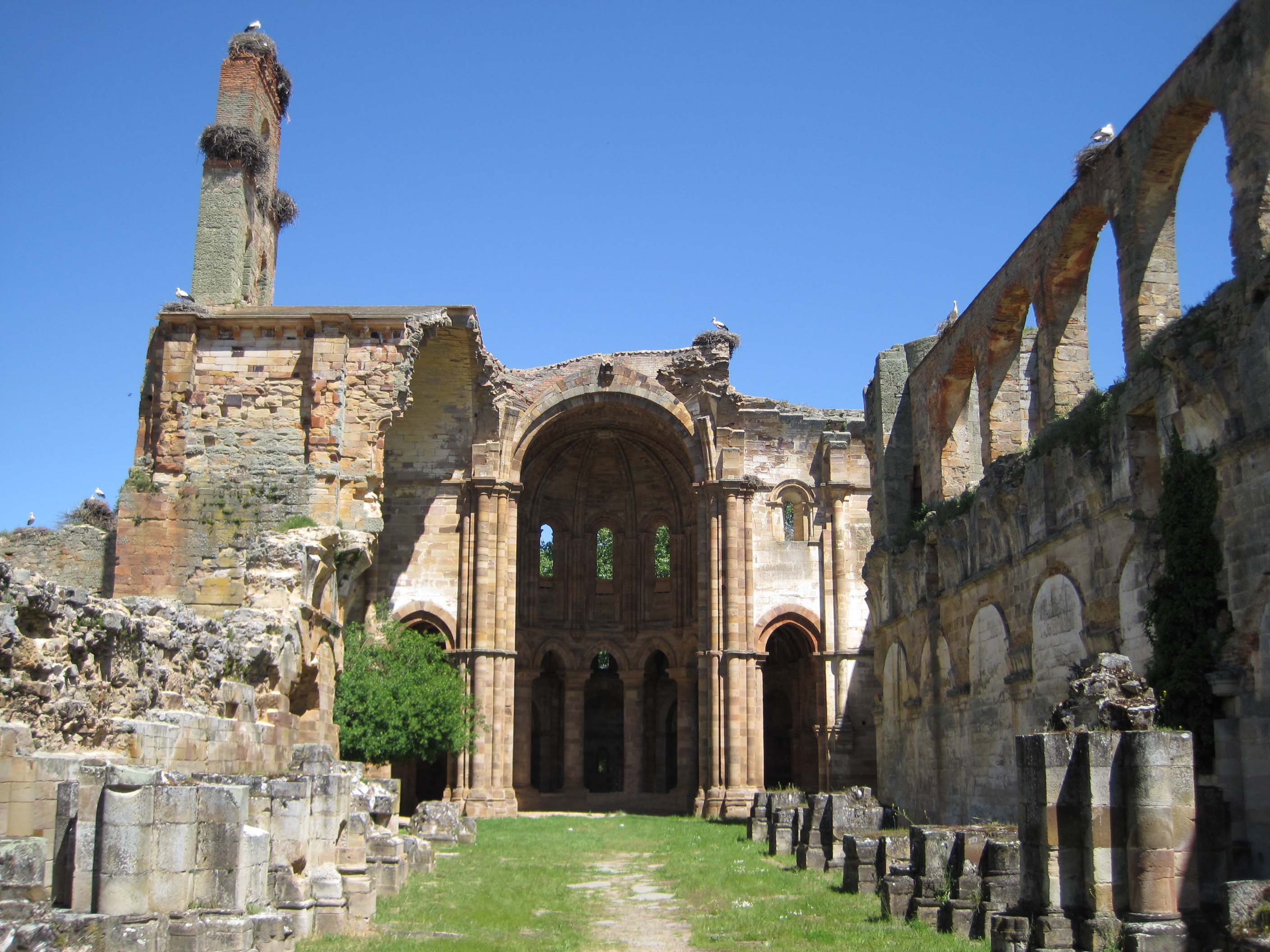
Ruinas del monasterio de Moreruela.
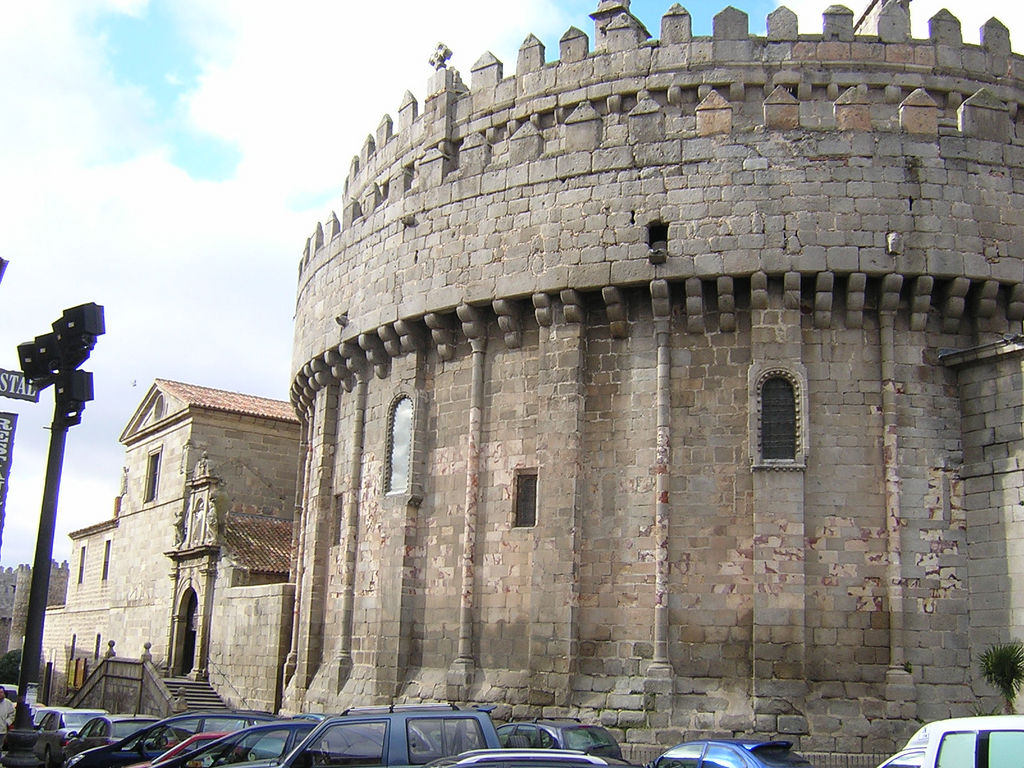
Ábside de la catedral de Ávila.
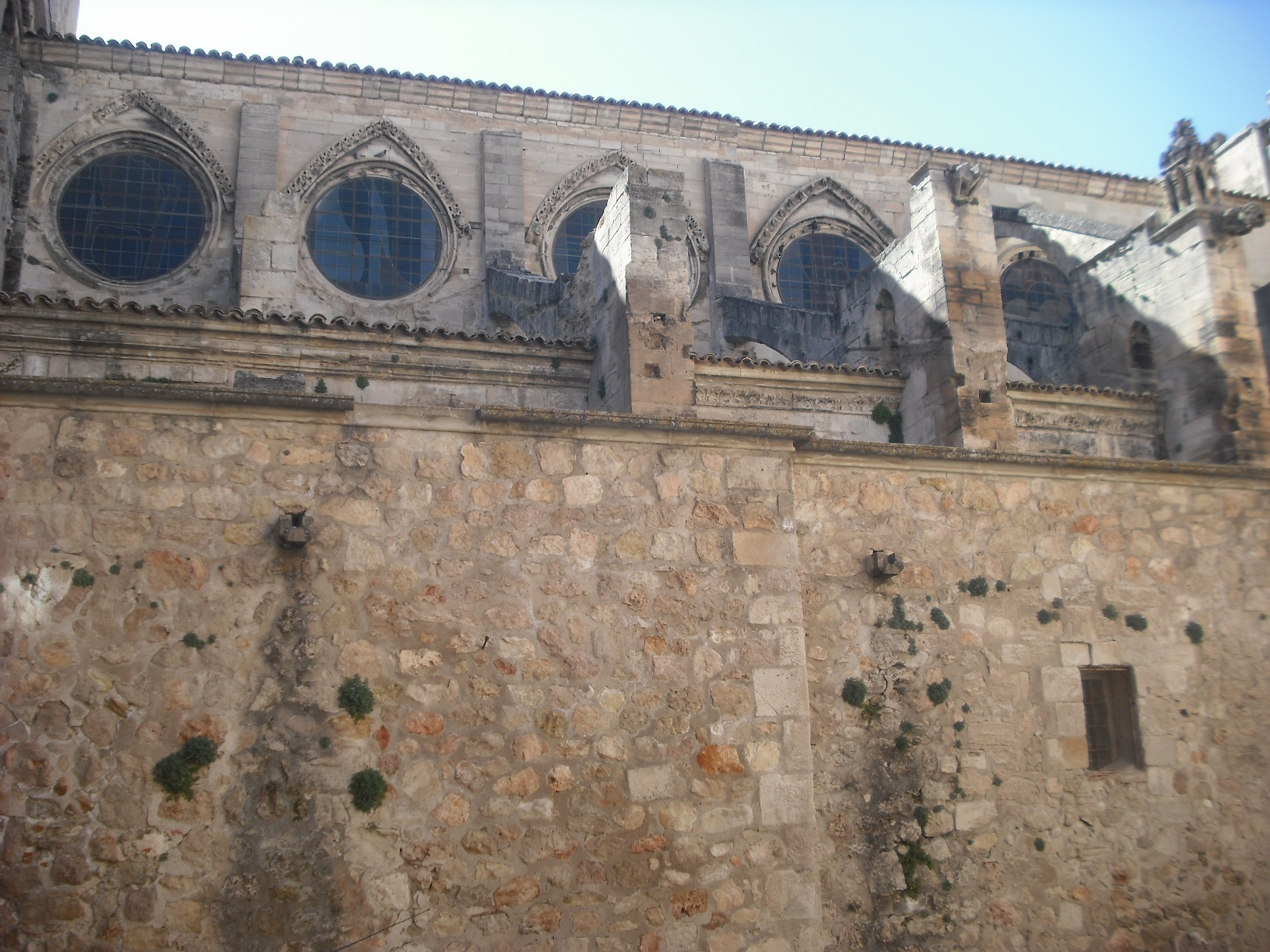
Arbotantes y contrafuertes de la catedral de Cuenca.
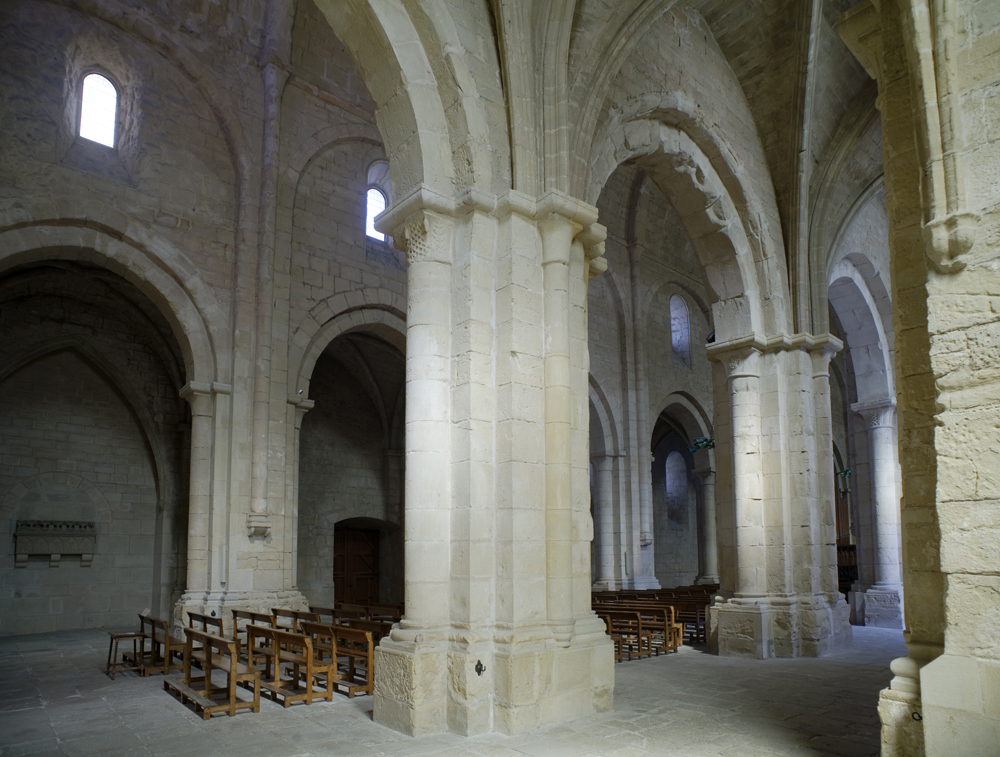
Interior de la iglesia del monasterio de Poblet.
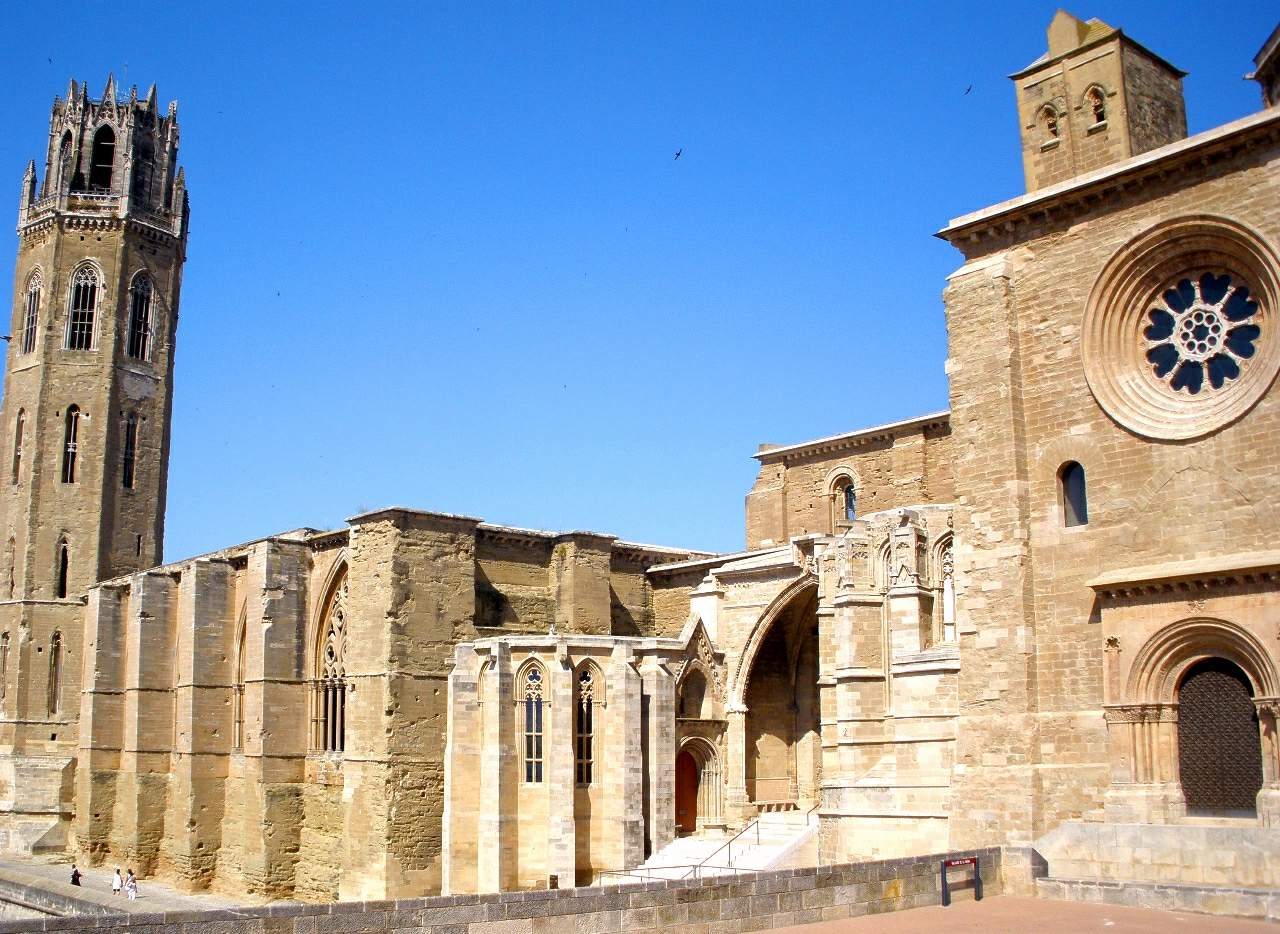
Exterior de la catedral de Lérida.
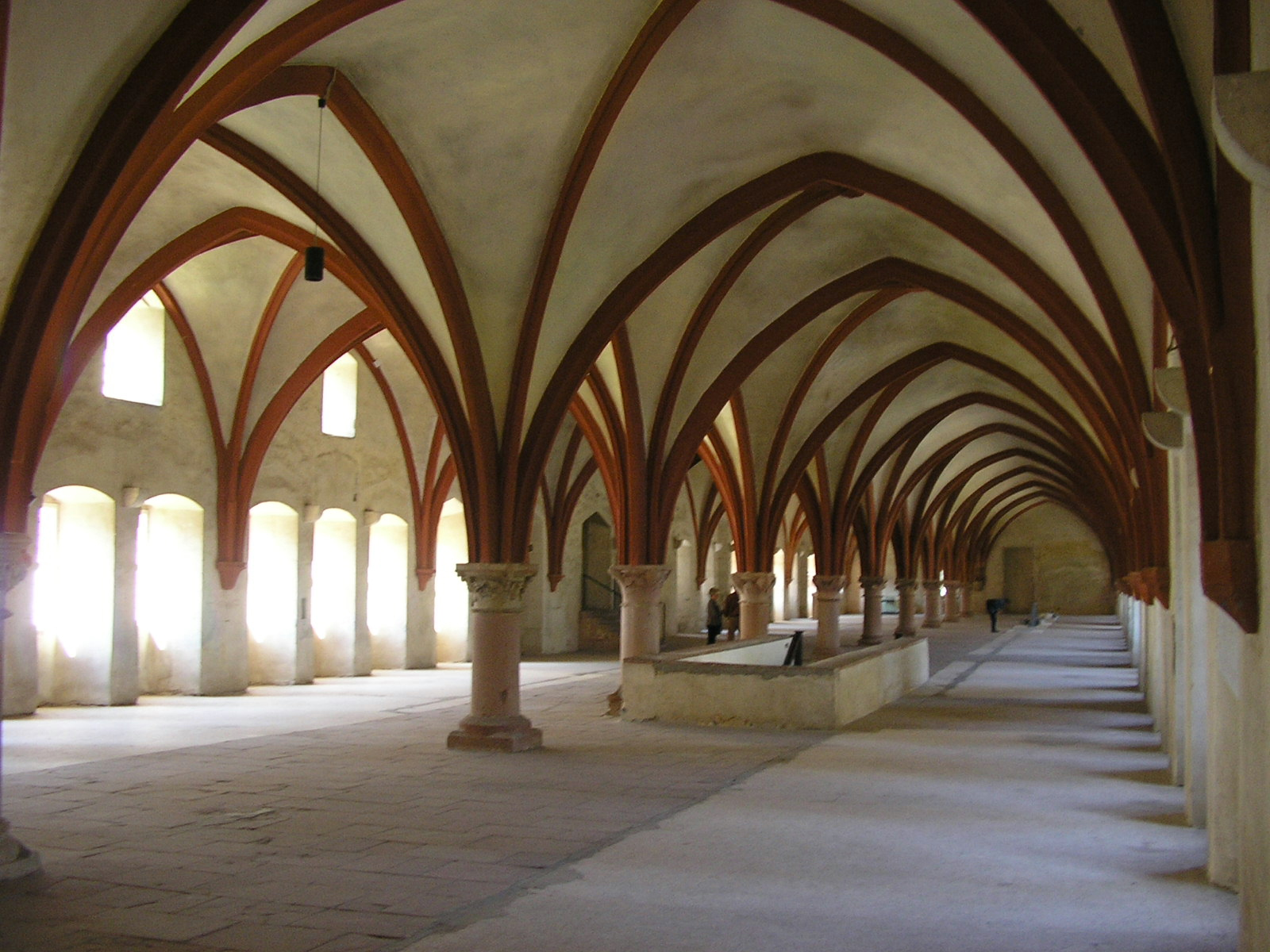
Dormitorio de la abadía de Eberbach.

## Escultura

Escultura gótica
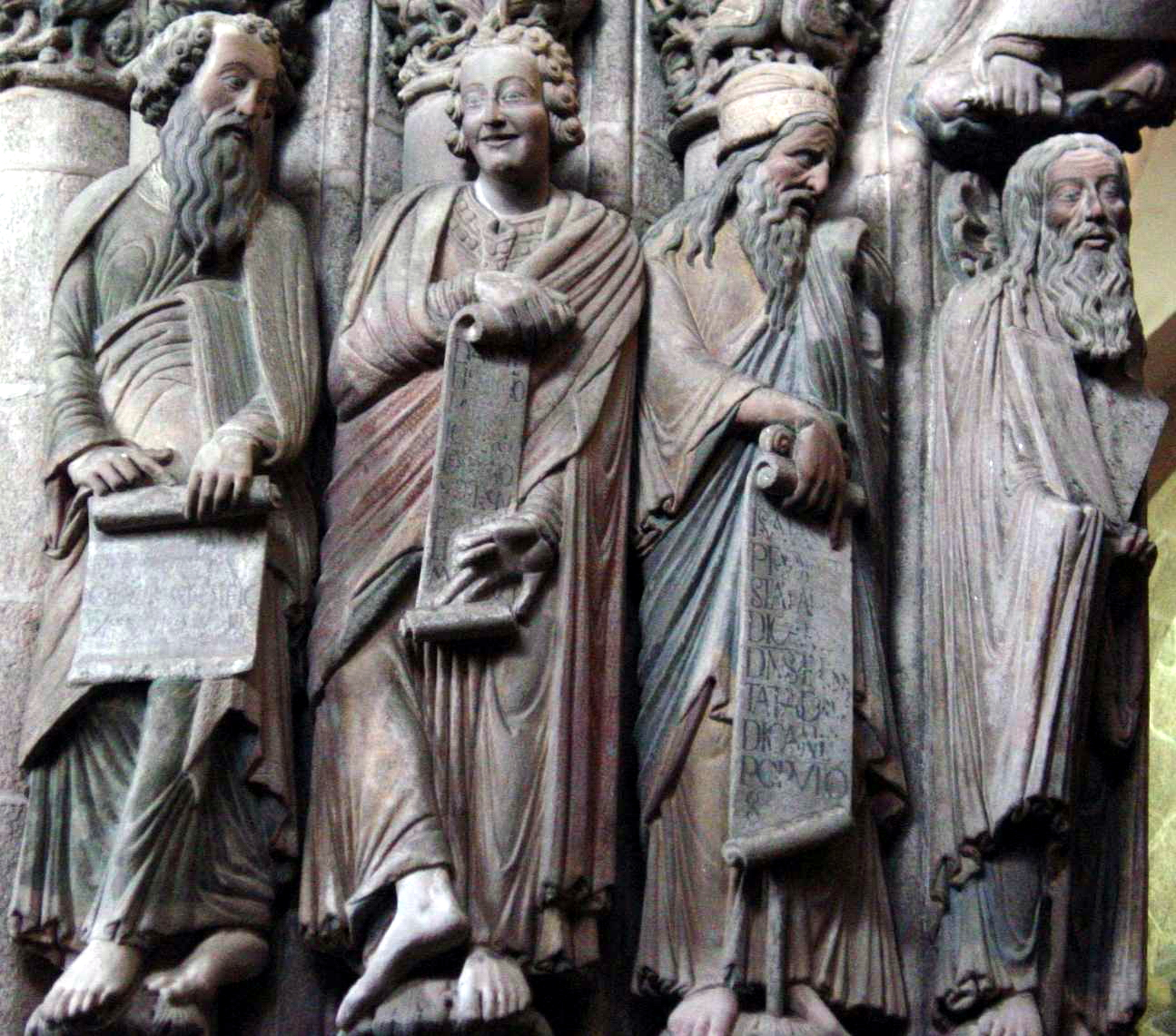
El Daniel sonriente del pórtico de la Gloria de la catedral de Santiago de Compostela, románico final (entre 1168 y 1188).
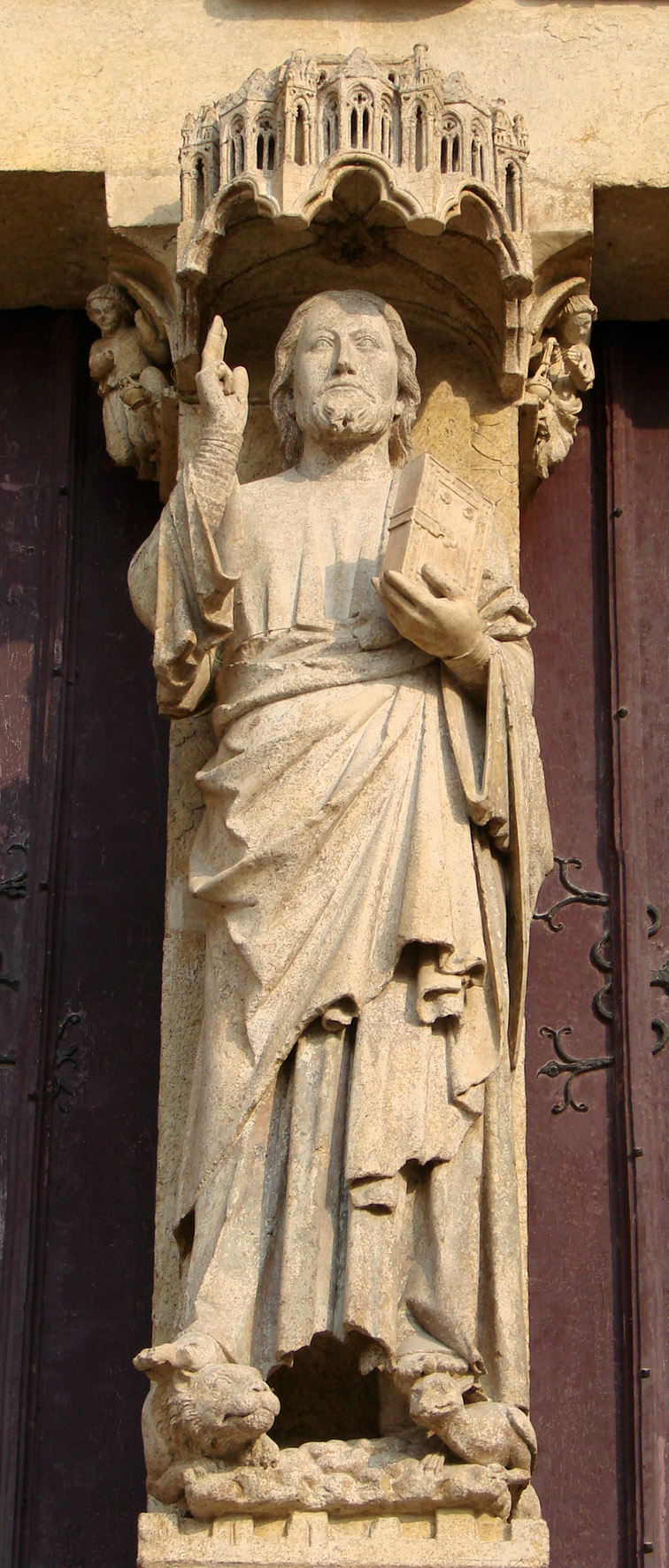
El Beau Dieu del parteluz del pórtico de la catedral de Amiens (hacia 1230).
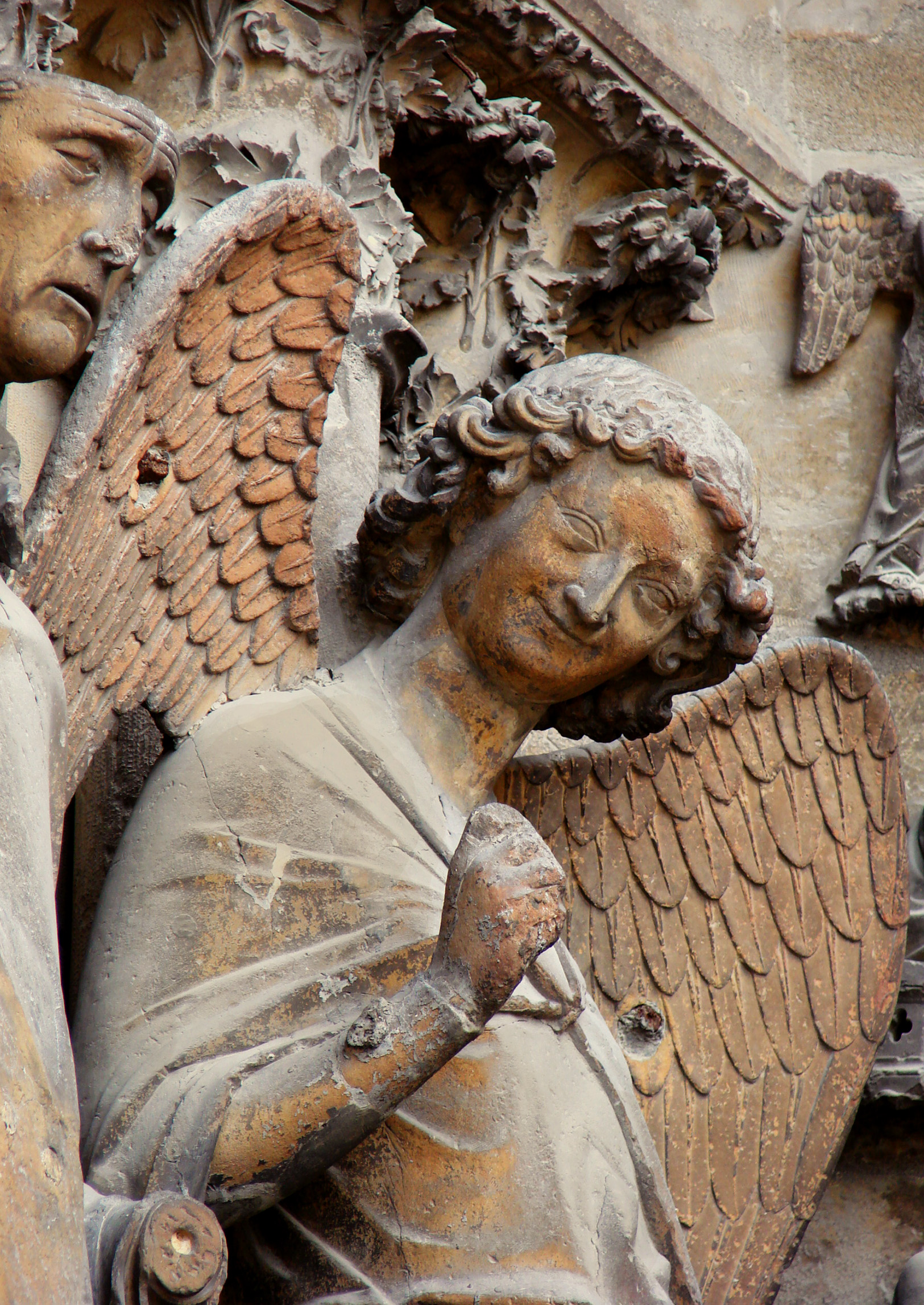
El Ángel sonriente del pórtico occidental de la catedral de Reims, gótico inicial (después de 1211).

## Pintura
Los muros dejan de ser los soportes pictóricos casi únicos. Además de las vidrieras, que por su propia naturaleza siguen dependiendo de la estructura arquitectónica, comienza a ser muy abundante el arte mueble pintado, cuyo soporte es la tabla, que forma paneles en los frentes de altar y en los retablos inicialmente sencillos (dípticos, trípticos, polípticos -se harán cada vez más complejos a finales de la Edad Media-) que se disponen sobre los muros, o piezas devocionales de tamaño más reducido, apropiadas para ser trasladadas y adaptadas a diversas ubicaciones. Incluso más facilidad hay para la difusión de los manuscritos iluminados, que provienen de una tradición altomedieval, pero que se hacen cada vez más comunes.
Las formas van perdiendo paulatinamente el hieratismo y la frontalidad propias de la pintura románica, componiéndose escenas complejas en las que se reflejan actitudes y sentimientos; aunque todavía se mantenga una característica ingenuidad, y estén ausentes los conceptos de profundidad, sombreado o perspectiva de épocas posteriores.
Para la pintura gótica en España se considera "protogótico" el periodo en que se ha superado los rasgos iconográficos y formales de la pintura románica pero aún no se ha introducido el denominado "italogótico": la influencia de las escuelas sienesa y florentina que caracterizan al periodo posterior. Cronológicamente el protogótico pictórico es más tardío que la arquitectura del gótico inicial, y, aunque se identifica con la primera mitad del siglo XIII (reinados de Alfonso VIII de Castilla y Pedro II de Aragón), se prolonga en el tiempo. También se identifica con el término "francogótico", mientras que la etiqueta de "gótico lineal" se aplica al siglo XIV.

Pintura gótica
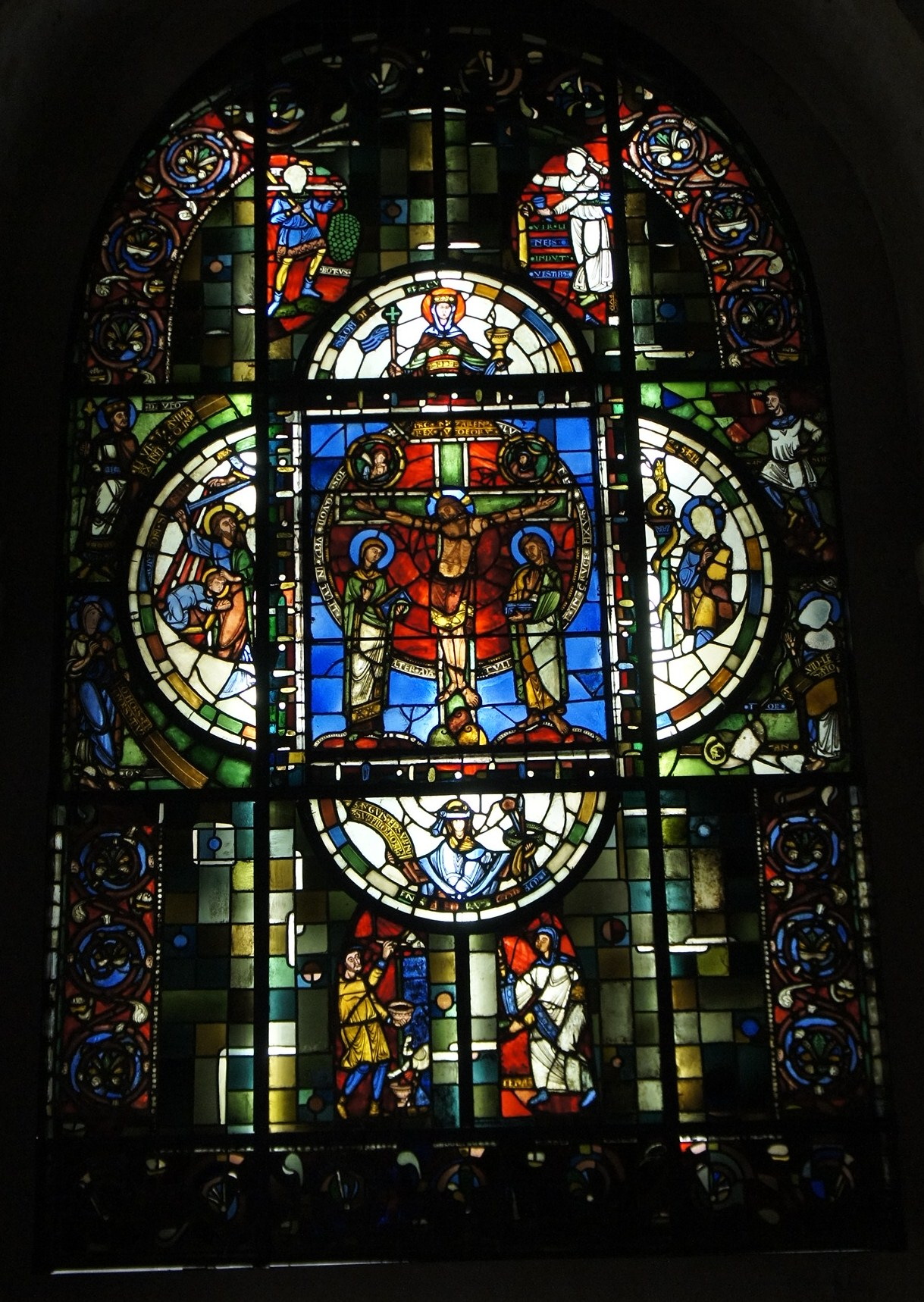
Vitral de la Redención, catedral de Saint-Étienne (Châlons-en-Champagne), 1155.
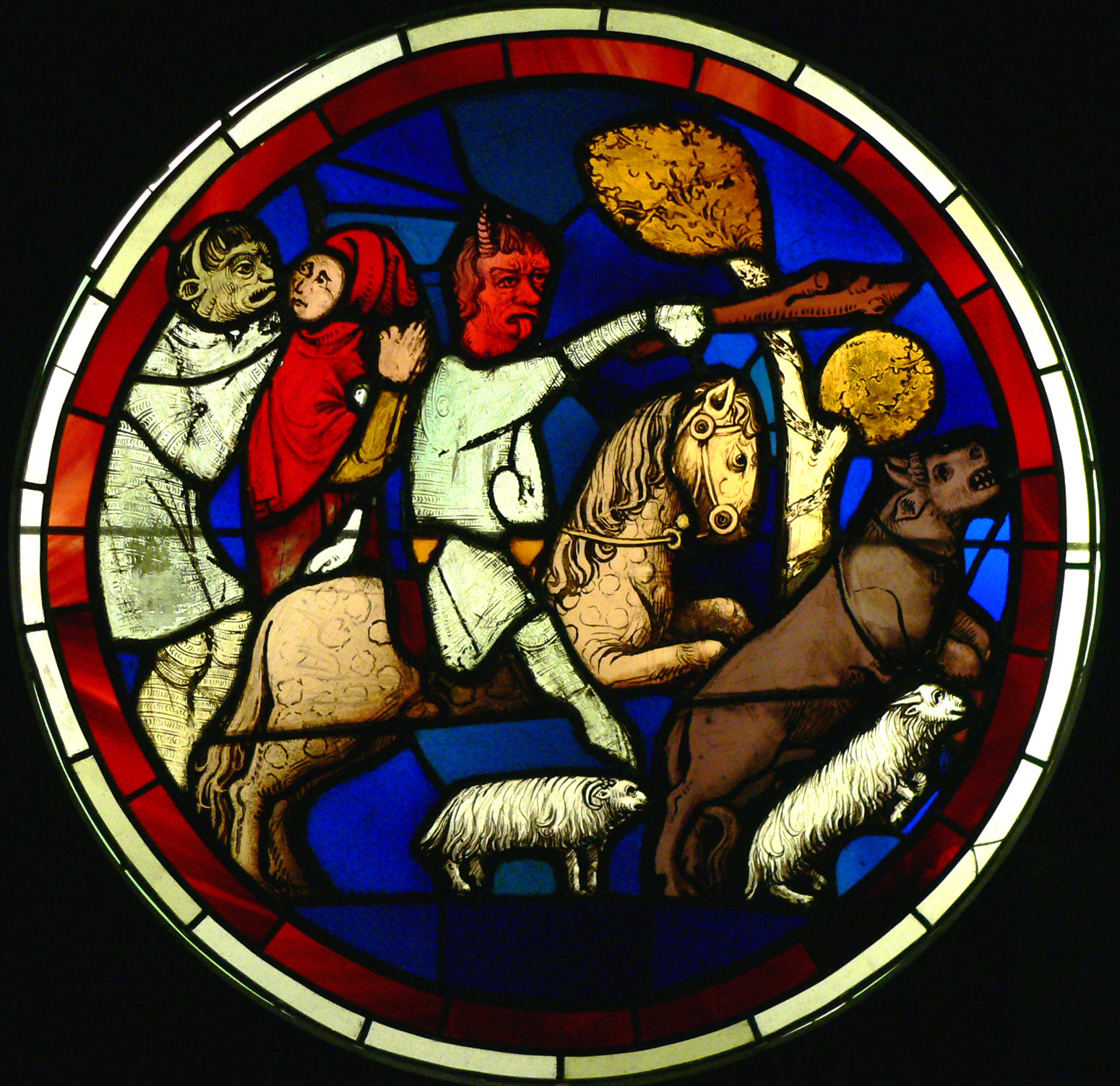
Vitral de la Sainte Chapelle (primera mitad del siglo XIII).
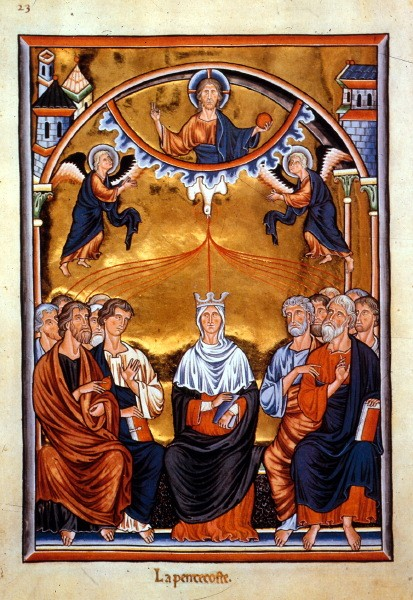
Salterio de Ingeborg, manuscrito iluminado inglés (hacia 1195).
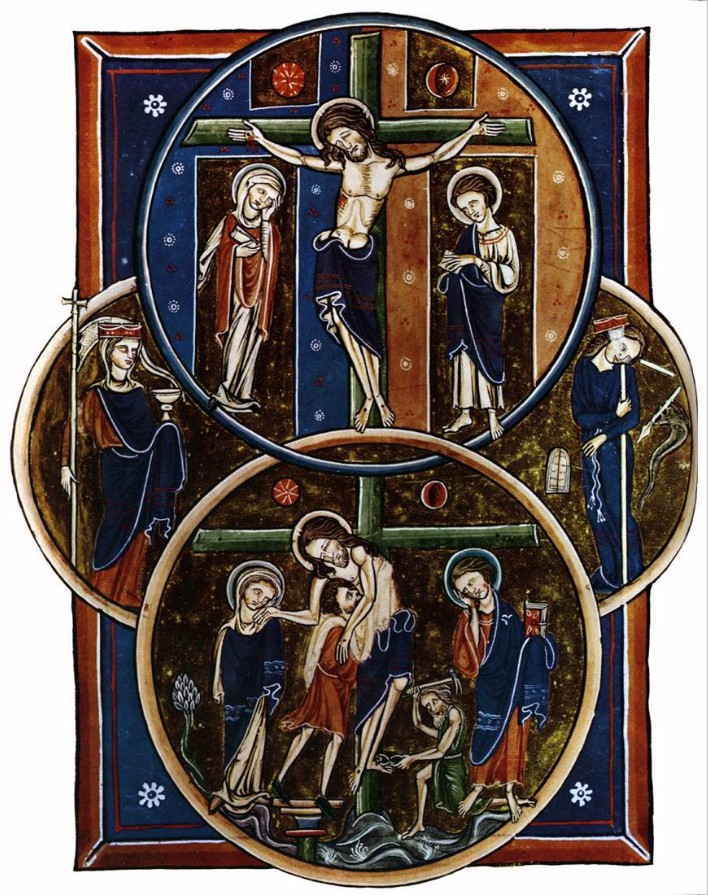
Salterio de Blanca de Castilla, manuscrito iluminado francés (hacia 1230).
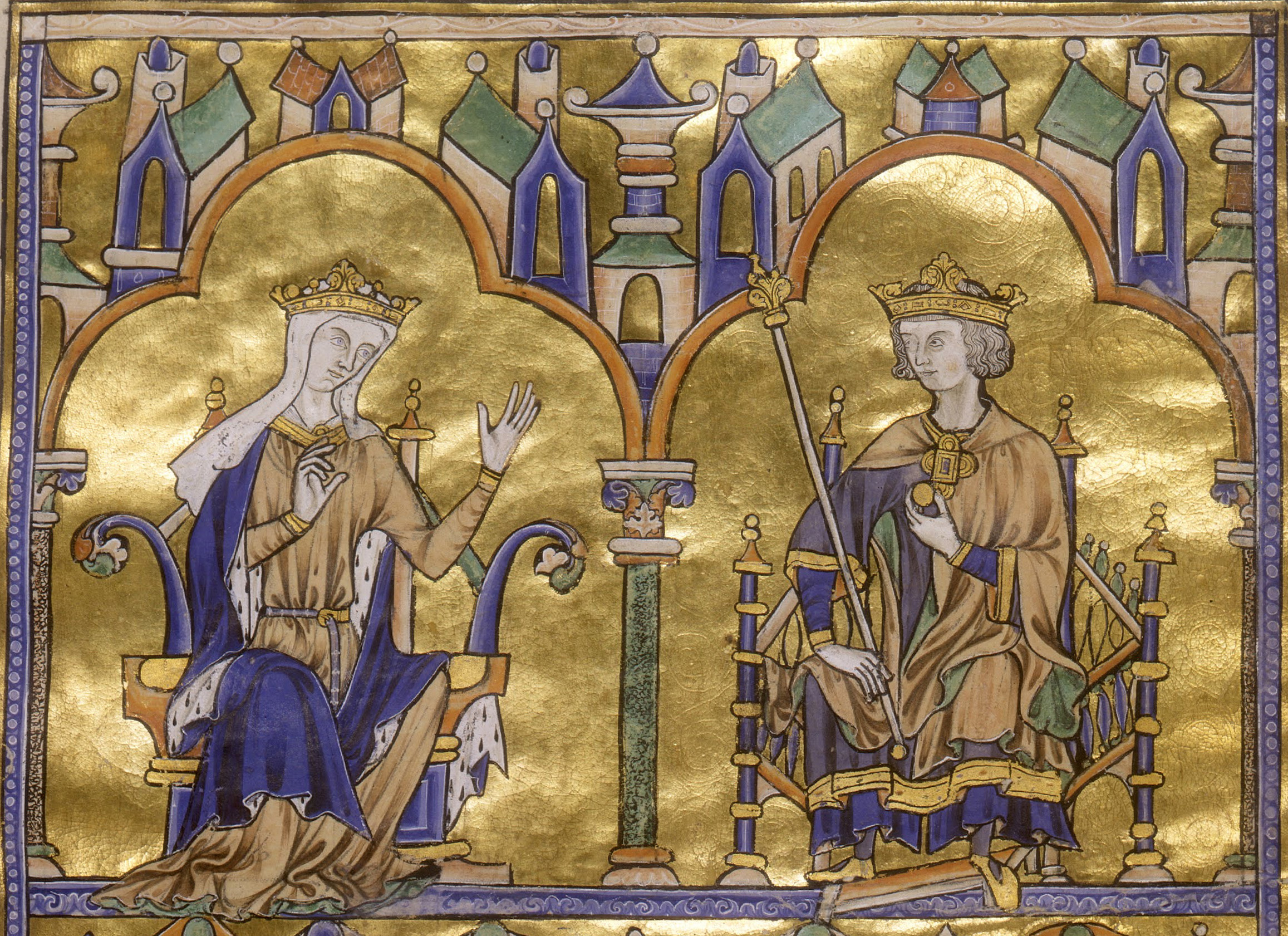
Salterio de San Luis, manuscrito iluminado francés (entre 1253 y 1270).
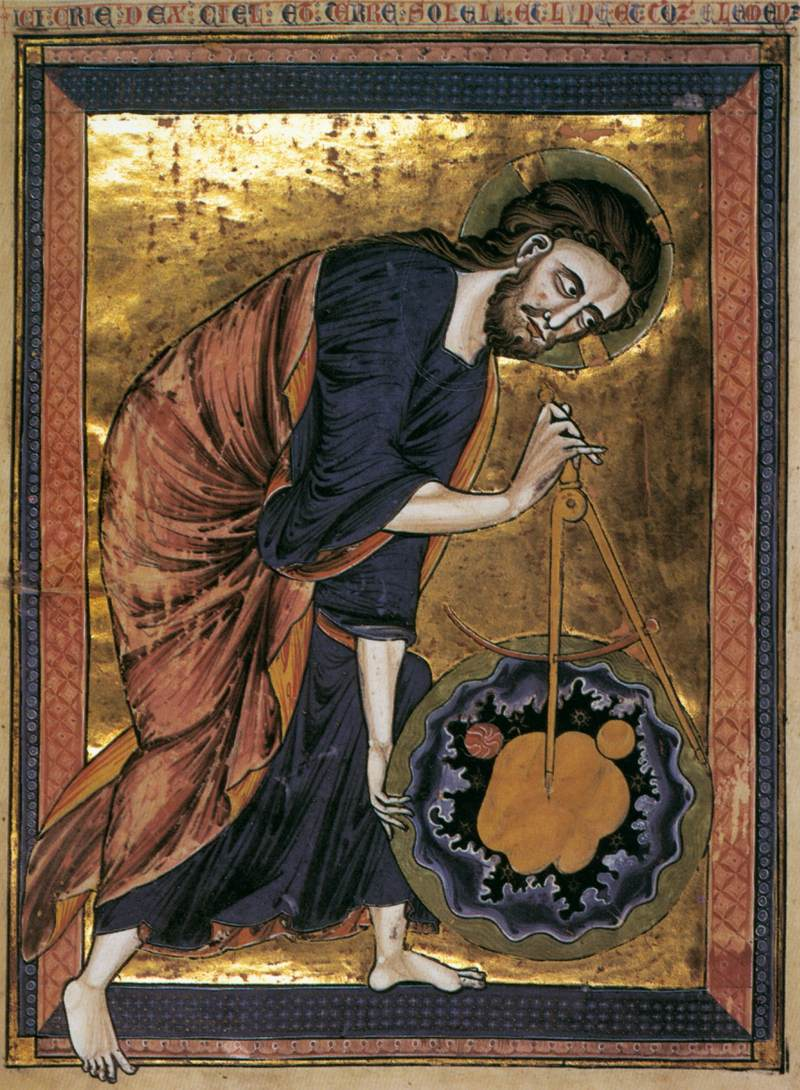
Bible moralisée, manuscrito iluminado francés (mediados del siglo XIII).
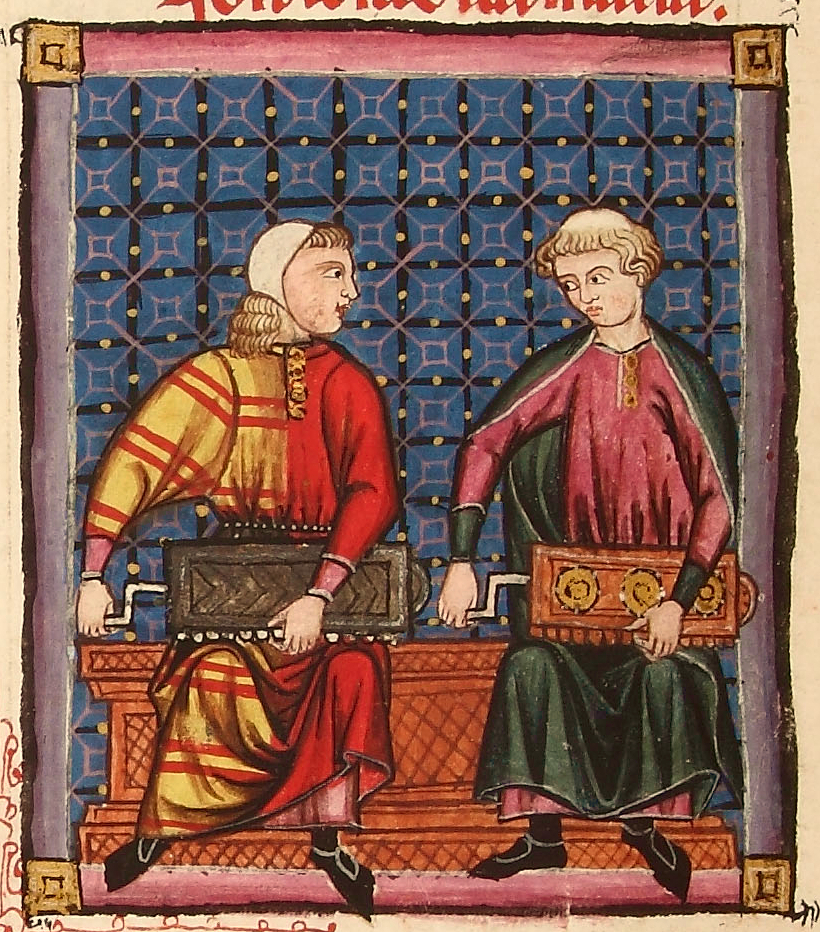
Cantigas de Santa María de Alfonso X El Sabio, Códice de El Escorial, manuscrito iluminado castellano (ca. 1270).
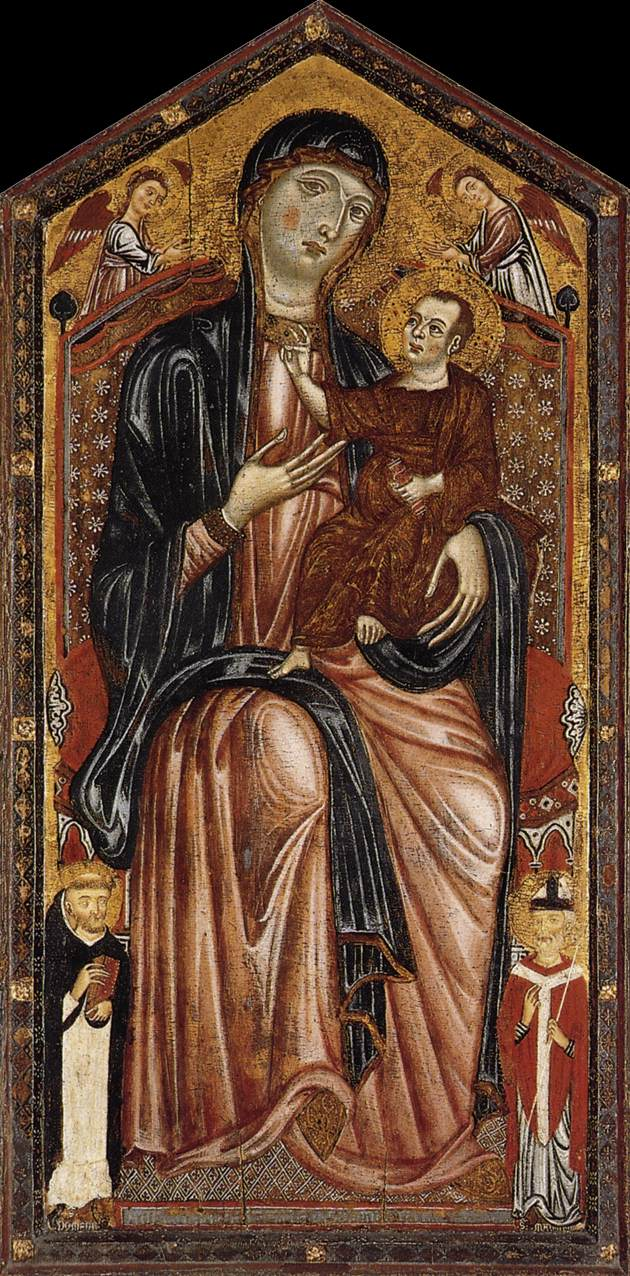
Virgen con Niño, Santo Domingo, San Martín y dos ángeles. Tabla de la escuela florentina (siglo XIII).
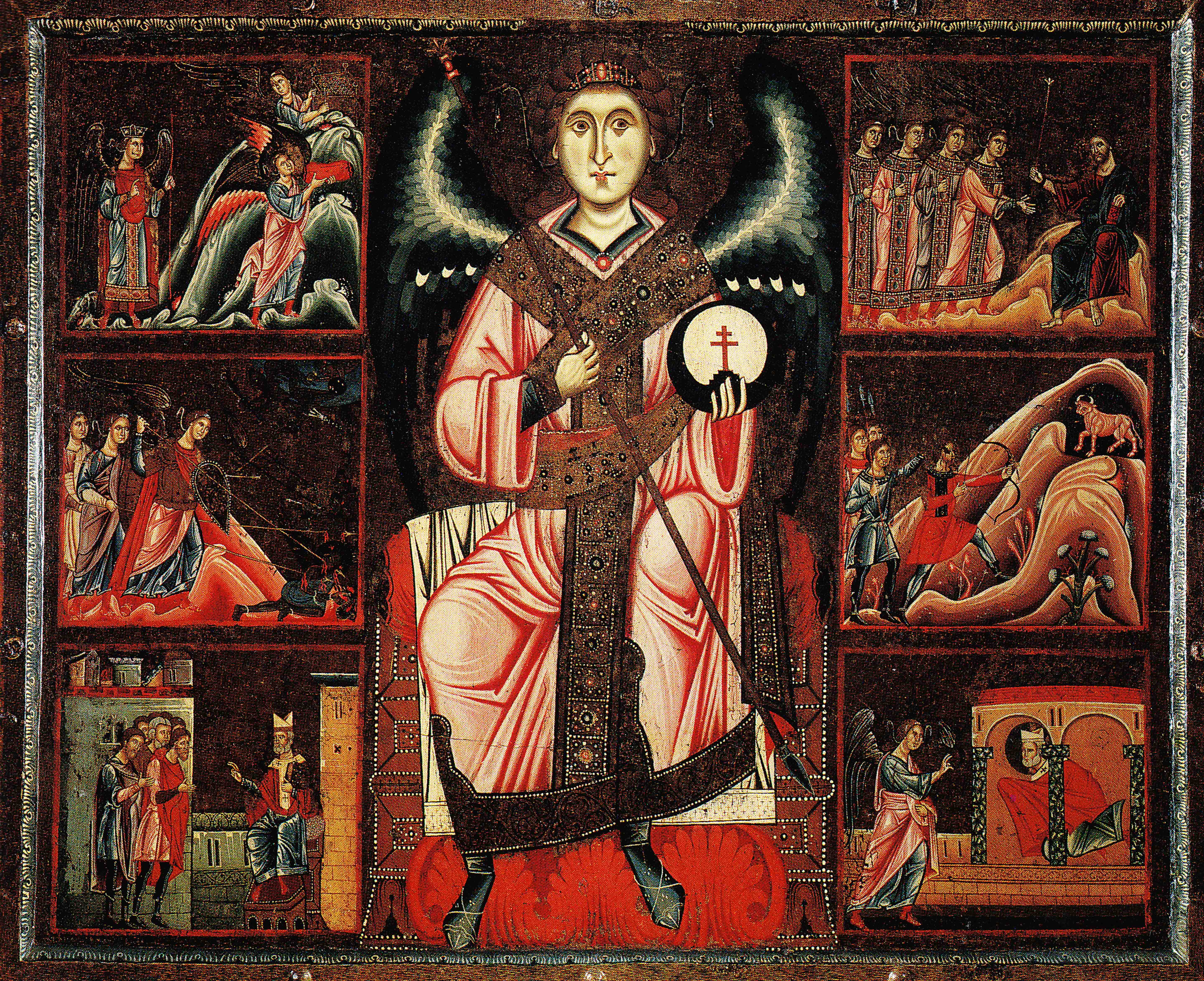
Leyenda de San Miguel, de Coppo di Marcovaldo (ca. 1250).
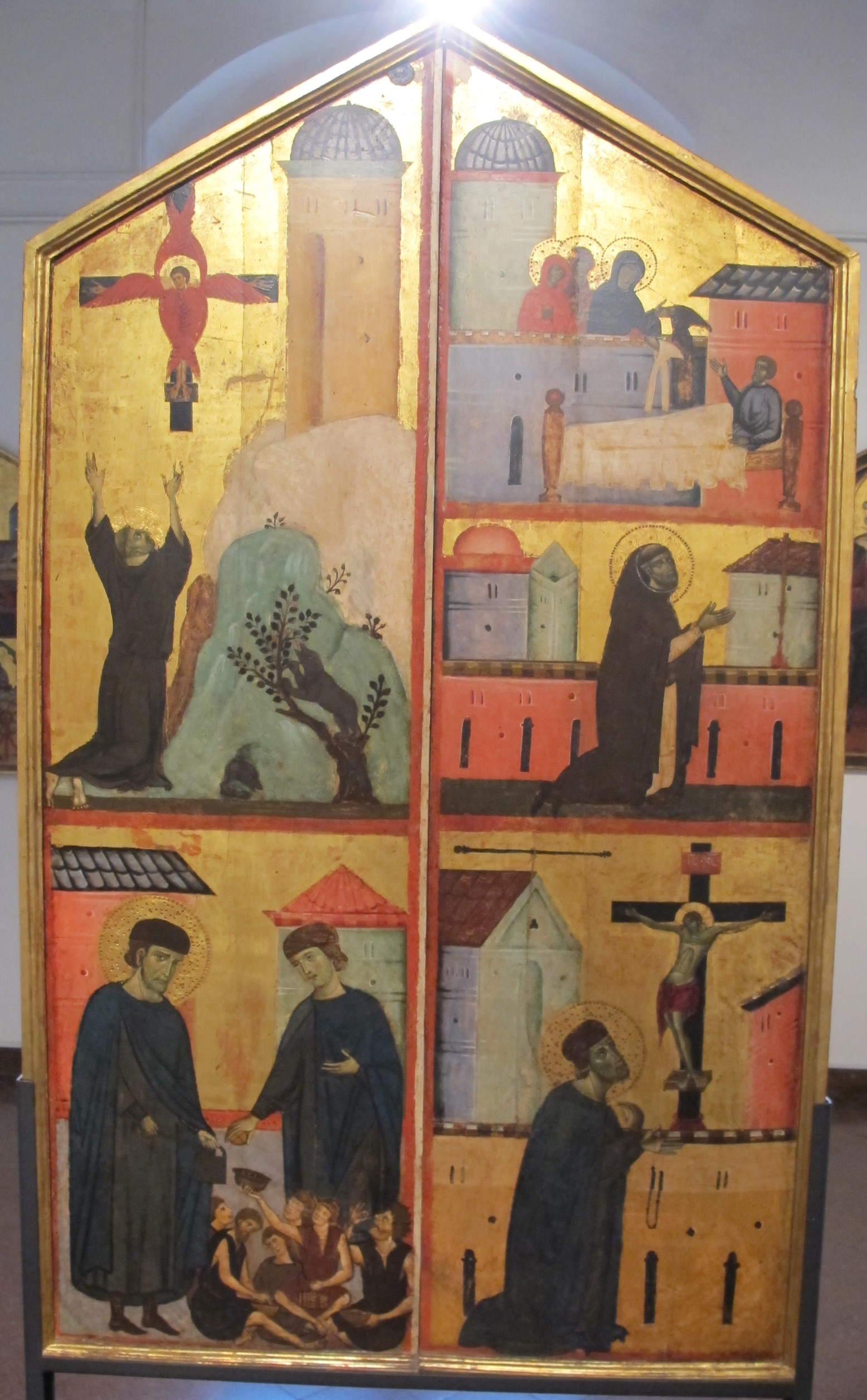
Díptico del beato Andrea Gallerani, de Guido da Siena y Dietisalvi di Speme[15] (ca. 1270).
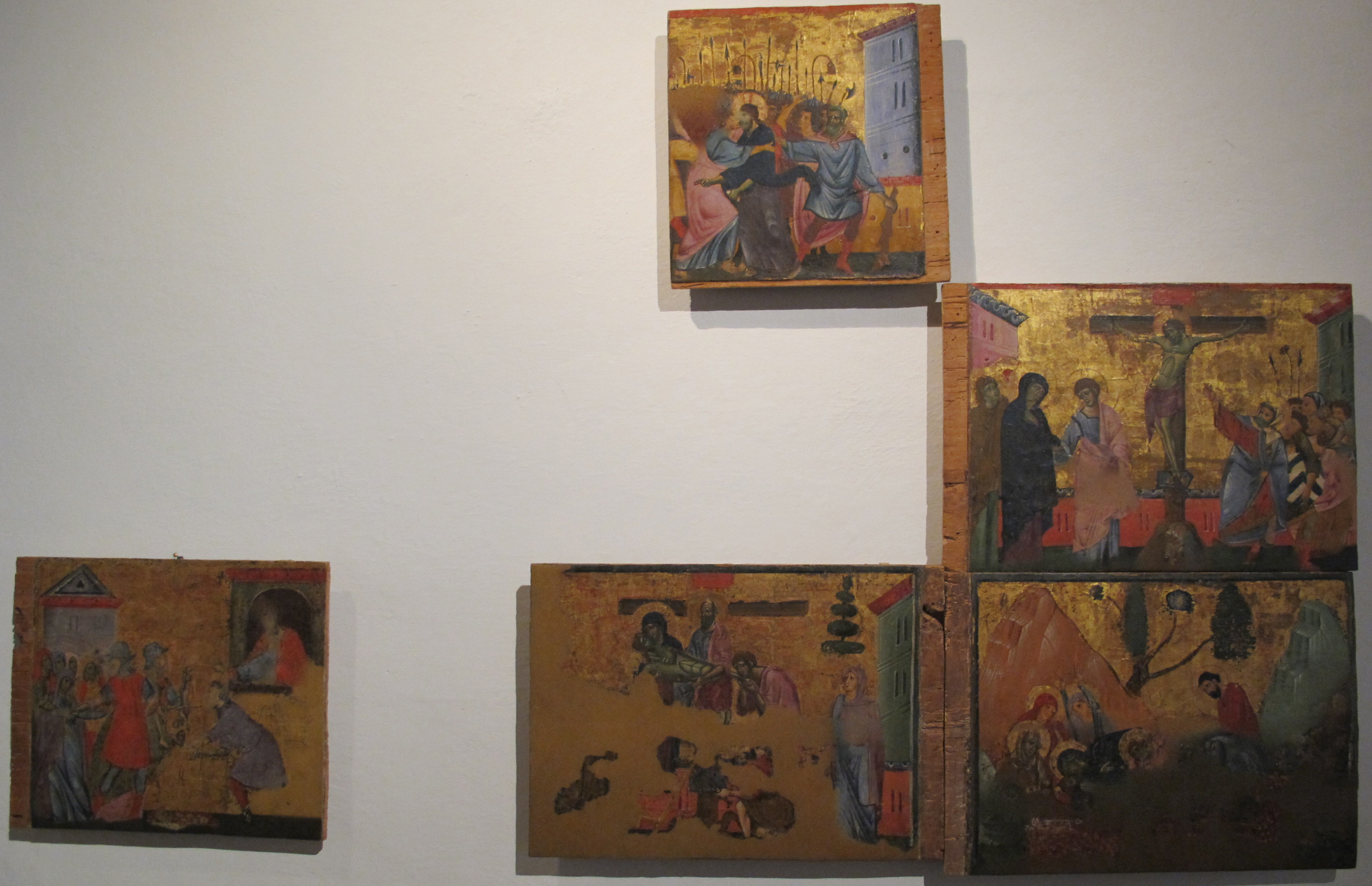
De los pintores anteriores, fragmentos de un retablo de la catedral de Siena (segunda mitad del siglo XIII).
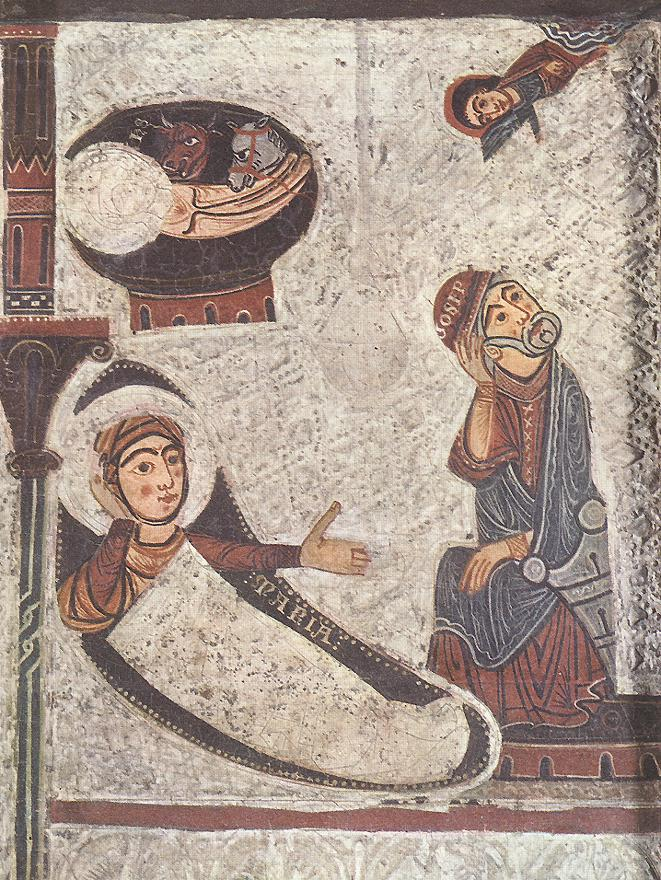
Natividad. Fresco catalán (siglo XIII).
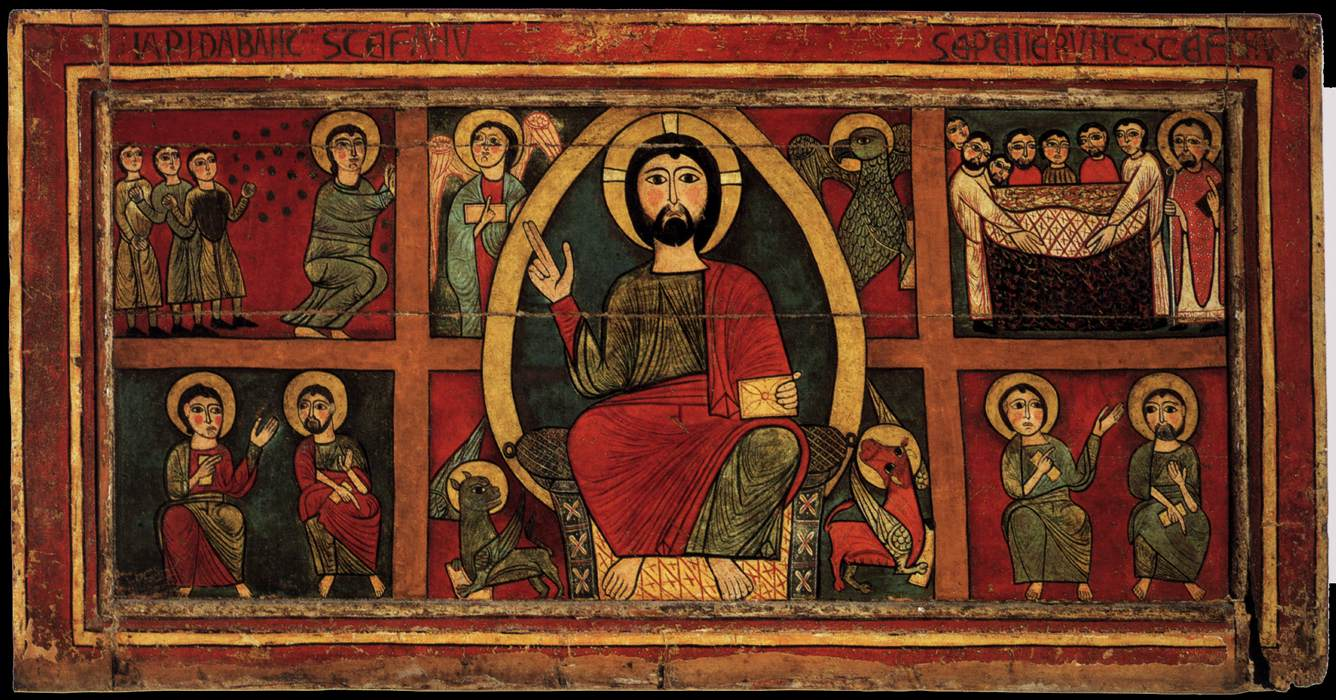
Frontal de San Esteban de Guils. Cataluña (siglo XIII).
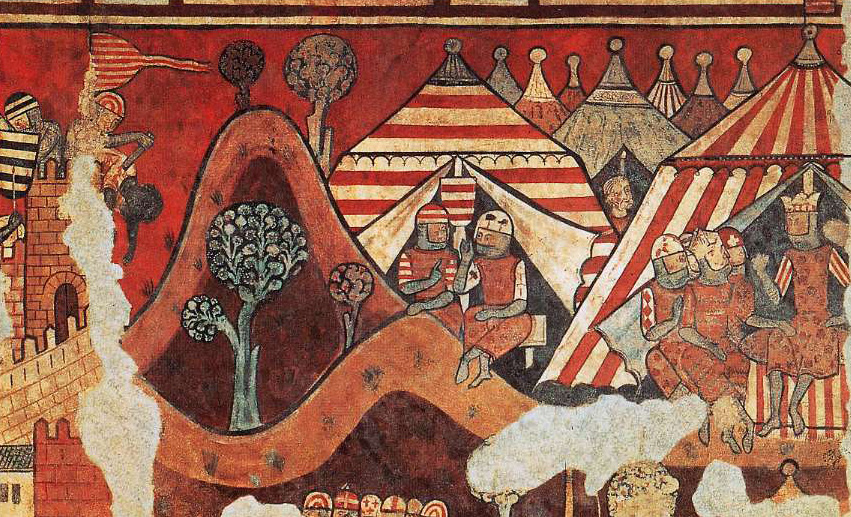
Mural de la conquista de Mallorca. Fresco catalán (finales del siglo XIII).